# Cantón del Tesino
El cantón del Tesino (TI, en italiano: Ticino, pronunciado: [tiˈt͡ʃiːno]; en alemán, francés y romanche: Tessin, oficialmente Repubblica e Cantone Ticino «República y Cantón del Tesino») es el  cantón más meridional de Suiza, sobre la vertiente sur de los Alpes. El nombre deriva del río homónimo que atraviesa subiendo por el Passo della Novena (en alemán: Nufenenpass) hasta el lago Mayor. El cantón del Tesino es casi enteramente italohablante (a excepción del municipio de Bosco/Gurin). El cantón forma junto con algunas zonas del cantón de los Grisones la llamada Suiza italiana.
Según la Constitución del Cantón, «el Cantón del Tesino es una república democrática de cultura y lengua italiana» (Art. 1 Const.) y el Preámbulo deja claro que «el pueblo del Tesino» es «fiel a la tarea histórica de interpretar la cultura italiana en la Confederación Suiza» (Preámbulo de la Constitución).

## Historia

### Antigüedad y Edad Media
Los hallazgos de ajuares funerarios en torno a los inicios de la Edad del Hierro o el final de la Edad del Bronce son numerosos; todos ellos se refieren a las zonas comprendidas entre la zona de Locarno, que bordea el Verbano entre los ríos Maggia y Verzasca, y la zona de Bellinzona, incluidas las de Sementina y Gudo, donde se han encontrado numerosas tumbas y objetos con inscripciones en alfabeto etrusco del norte. El río Ticino y el propio lago casi tocaban la roca de la montaña, y esta falta de hallazgos en la llanura magadina demuestra que la extensión de Verbano era mucho mayor que la del siglo XXI.

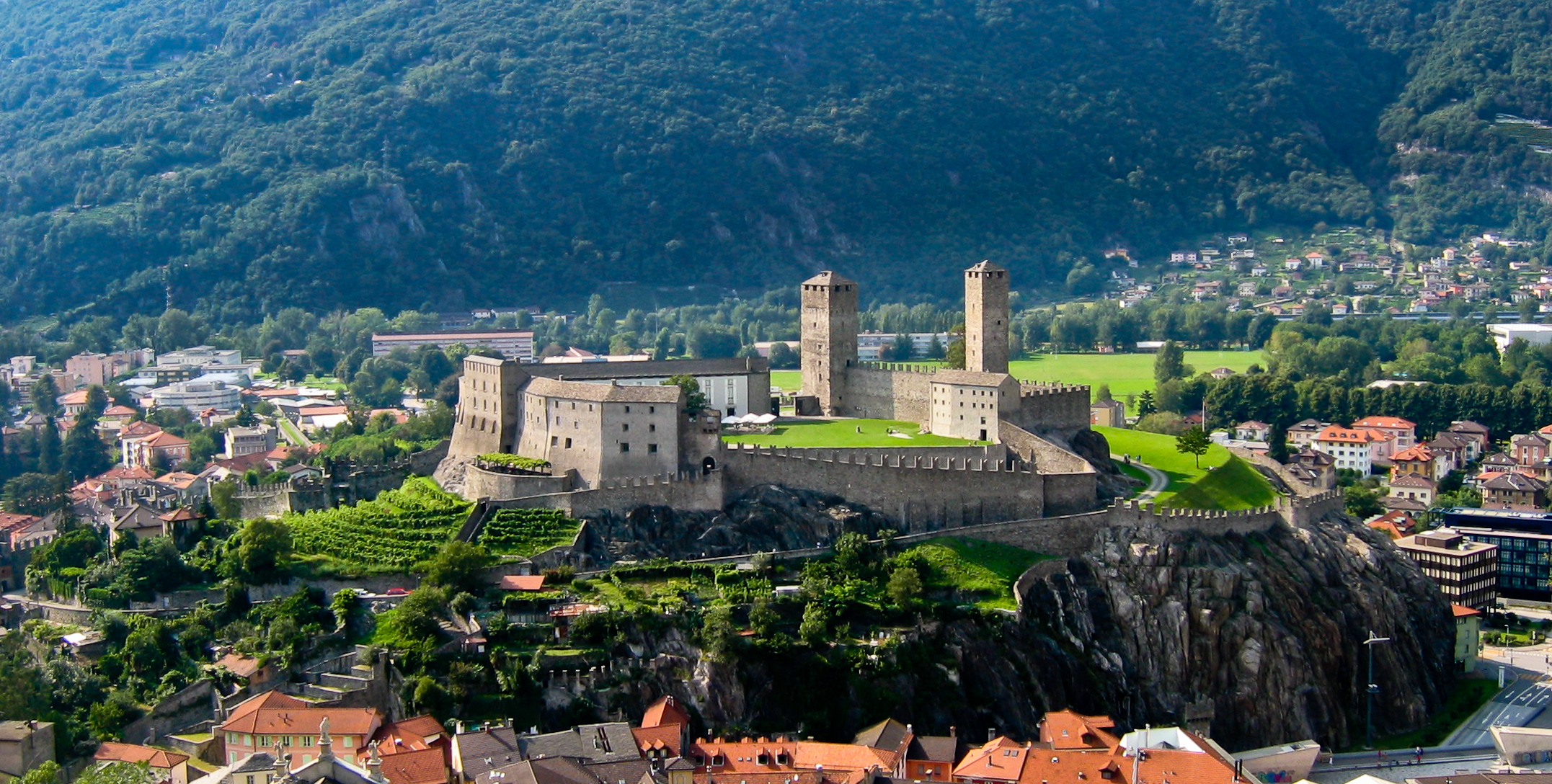
Los castillos de Bellinzona, que custodian el acceso al Gotardo y otros puertos alpinos desde la época romana

En la antigüedad, las tierras del Tesino estaban habitadas por pueblos celtas: los leponzi. La región se anexionó al Imperio Romano relativamente tarde, probablemente a principios del principado. El Tesino fue anexionado a la Regio Transpadana, al igual que todos los territorios al sur de los Alpes. La presencia romana en el Tesino está atestiguada tanto por la toponimia (innumerables topónimos en "vicus" o "villa": Sonvico, Mezzovico, Villa Luganese, Villa Bedretto, etc.) como por los hallazgos de las propias excavaciones arqueológicas de vestigios del Imperio Romano en la zona, pues hubo hallazgos, por ejemplo, en Bellinzona, de los restos de las murallas de una antigua fortaleza romana en el lugar donde posteriormente se construyó la fortaleza de Castel Grande, y en Locarno, Minusio, Muralto, Bioggio y Tesserete, algunos más importantes, otros esencialmente de monedas, sarcófagos, cantos rodados y otros objetos.
Durante la Edad Media, la zona del Cantón del Tesino siguió las vicisitudes de la vecina Lombardía, con las invasiones de los ostrogodos, los lombardos y finalmente los francos. Las tierras del Tesino se convirtieron, hacia el año 1100, en escenario de guerras entre los poderosos municipios vecinos de Como y Milán, y fueron finalmente conquistadas a mediados del siglo XIV por los duques de Milán, los Visconti, seguidos posteriormente por los Sforza.
En febrero de 1182, los valles del Blenio y de la Leventina firmaron el Patto di Torre (Pacto de la Torre) jurando asistencia mutua y, con la destrucción del castillo de Serravalle, se deshicieron del podestà.

### La llegada de la Confederación
Sin embargo, a lo largo del siglo XV, los confederados suizos se lanzaron a la conquista de los valles del sur de los Alpes en tres campañas sucesivas. El Cantón de Uri conquistó finalmente el Valle de la Leventina ya en 1440, después de que algunas de estas tierras, ya anexionadas a la fuerza por Uri, se perdieran entre 1403 y 1422. En este contexto, cabe recordar tres importantes batallas entre los confederados y el Ducado de Milán: Arbedo (1422), Castione (1449) y Giornico (1478).

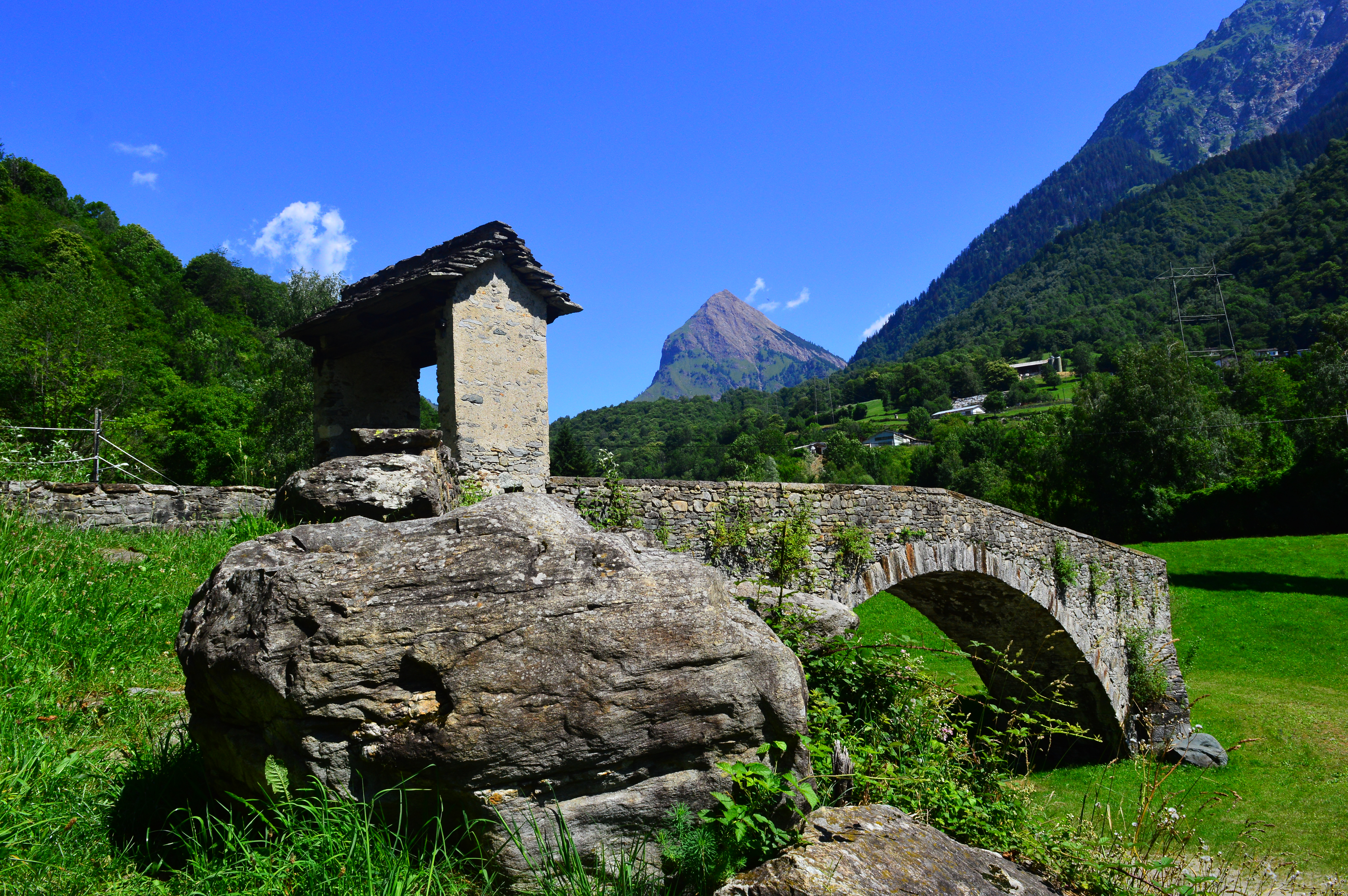
Puente Romano en Aquila (Blenio)

Posteriormente, los suizos aprovecharon las invasiones francesas de Italia, que comenzaron en 1494. De hecho, en una segunda campaña en 1500 Uri, Schwyz y Unterwalden obtuvieron la ciudad de Bellinzona y la Riviera, que también había sido ocupada por Uri en 1419 pero que perdió en 1422. Convocados por los Estados italianos para expulsar al rey francés Luis XII en 1512, las tropas de toda la Confederación pusieron a Maximiliano Sforza al frente del Ducado de Milán, que se convirtió esencialmente en una marioneta de los suizos. Estos últimos fueron recompensados con la extensión del control militar no sólo sobre los distritos de Lugano y Mendrisio, sino mucho más allá de las fronteras actuales. En la provincia de Varese, Valtravaglia y Valcuvia eran en efecto suizas, en la cima del lago de Como la tierra conocida como "delle Tre Pievi" y finalmente también parte de Val d'Ossola.
Sin embargo, pronto la situación cambió y ya en 1515 la frontera fue llevada a su posición actual, tras la derrota sufrida por los suizos en la batalla de Marignano (posteriormente rebautizada como Melegnano) a manos de Francisco I de Francia. El nuevo soberano francés descendió de nuevo a Italia, hechizado por el sueño que ya había atraído a sus predecesores a la Península itálica.

### La bailía en la Confederación Suiza
El llamado período confederal comenzó en 1515. Los territorios que constituirían el Cantón del Tesino en 1803 se dividieron en ocho baliaggi, que en principio se corresponden con los distritos actuales. Sin embargo, las bailías cisalpinas no pertenecían todas a los trece cantones, que entonces formaban la Confederación Helvética. De hecho, mientras que la Leventina dependía únicamente del cantón de Uri, los actuales distritos de Blenio, Riviera y Bellinzona eran bailías no sólo de Uri, sino también de Schwyz y del Semicantón de Nidwalden. El resto del territorio del Tesino, en cambio, se dividió en cuatro bailias de propiedad conjunta de los doce cantones, los llamados Baliaggi Ultramontani o Ennetbergische Vogteien.
El gobierno confederado se manifestó prácticamente sólo en el ámbito judicial. Fuera de la esfera judicial, el poder quedó en manos de las autoridades locales. De hecho, en las bailías suizas, a diferencia de lo que ocurría en Lombardía, sobrevivieron las instituciones del patriciado y del consejo parroquial (la asamblea, elegida por los católicos de un pueblo, que administra las propiedades de la parroquia). El escaso interés, de hecho, mostrado por los cantones soberanos, se vio ampliamente compensado, además de por un régimen fiscal moderado (el único bien gravado era el vino) por el hecho de que la bailía pertenecía a un estado neutral, en medio de una Europa desgarrada por continuas guerras. Esta feliz marginación se refleja en la ausencia de grandes acontecimientos históricos en este periodo.

### La Reforma y la Contrarreforma

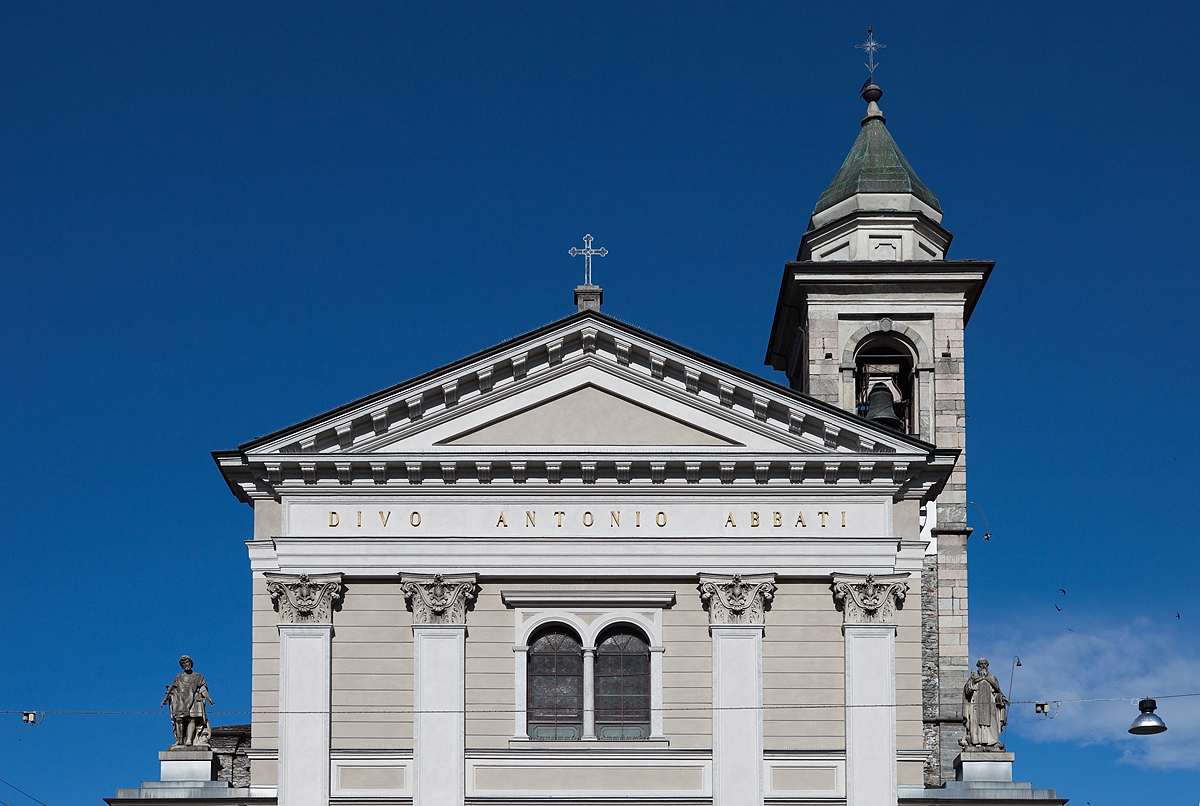
La Colegiata de San Antonio Abad, (Collegiata di Sant'Antonio Abate) erigida en la primera mitad del

Aunque Suiza fue uno de los centros de la Reforma Protestante, los habitantes del Tesino siguieron siendo católicos: los que se convirtieron al protestantismo fueron obligados a trasladarse a los cantones protestantes; como contrapartida, los pobladores de esta región se libraron de la Inquisición. Alrededor de 1550, se formó en Locarno una comunidad protestante de unas 55 familias. Ante el temor de que la nueva fe se extendiera al sur de los Alpes, la comunidad fue expulsada el 3 de marzo de 1555 sobre la base de una decisión que la Dieta de los cantones suizos del año anterior había sometido al arbitraje de dos cantones de religión mixta (Appenzell y Glaris). Este último había decidido, de hecho, que los adeptos locarneses a la nueva confesión debían volver a su antigua fe o emigrar. La mayoría de las familias encontraron refugio más allá de los Alpes, especialmente en Zúrich.
A pesar de que las Dietas de Ilanz de 1524 y 1526 habían proclamado la libertad de culto en la vecina República de las Tres Leguas (que luego se convertiría en el Cantón de los Grisones) en las tierras del Tesino, durante siglos el catolicismo siguió siendo la única confesión permitida por las autoridades en los distritros que formaban el Cantón del Tesino. Desde el punto de vista eclesiástico, el territorio del Tesino estaba dividido entre las diócesis de Como y Milán.
En esta lucha contra la Reforma se distinguió Carlo Borromeo, que combatió el protestantismo en los valles suizos de habla italiana, imponiendo rígidamente los dictados del Concilio de Trento. En su visita pastoral a Val Mesolcina en 1583, hizo juzgar a ciento cincuenta personas por brujería. Se trata de uno de los juicios por brujería mejor documentados de la historia de la época (de hecho, ha llegado hasta nosotros la crónica del compañero de viaje de Carlo Borromeo, el jesuita Achille Gagliardi). Entre los detenidos, un centenar eran mujeres y muchos fueron torturados (la tortura era una práctica habitual para cualquier persona detenida acusada de brujería, y bastaba con negar la existencia de brujas para ser condenado a muerte). Once personas fueron condenadas a la hoguera: el preboste y diez mujeres, ocho de las cuales fueron condenadas a la hoguera colgadas boca abajo.

### La revuelta del Valle de Leventina

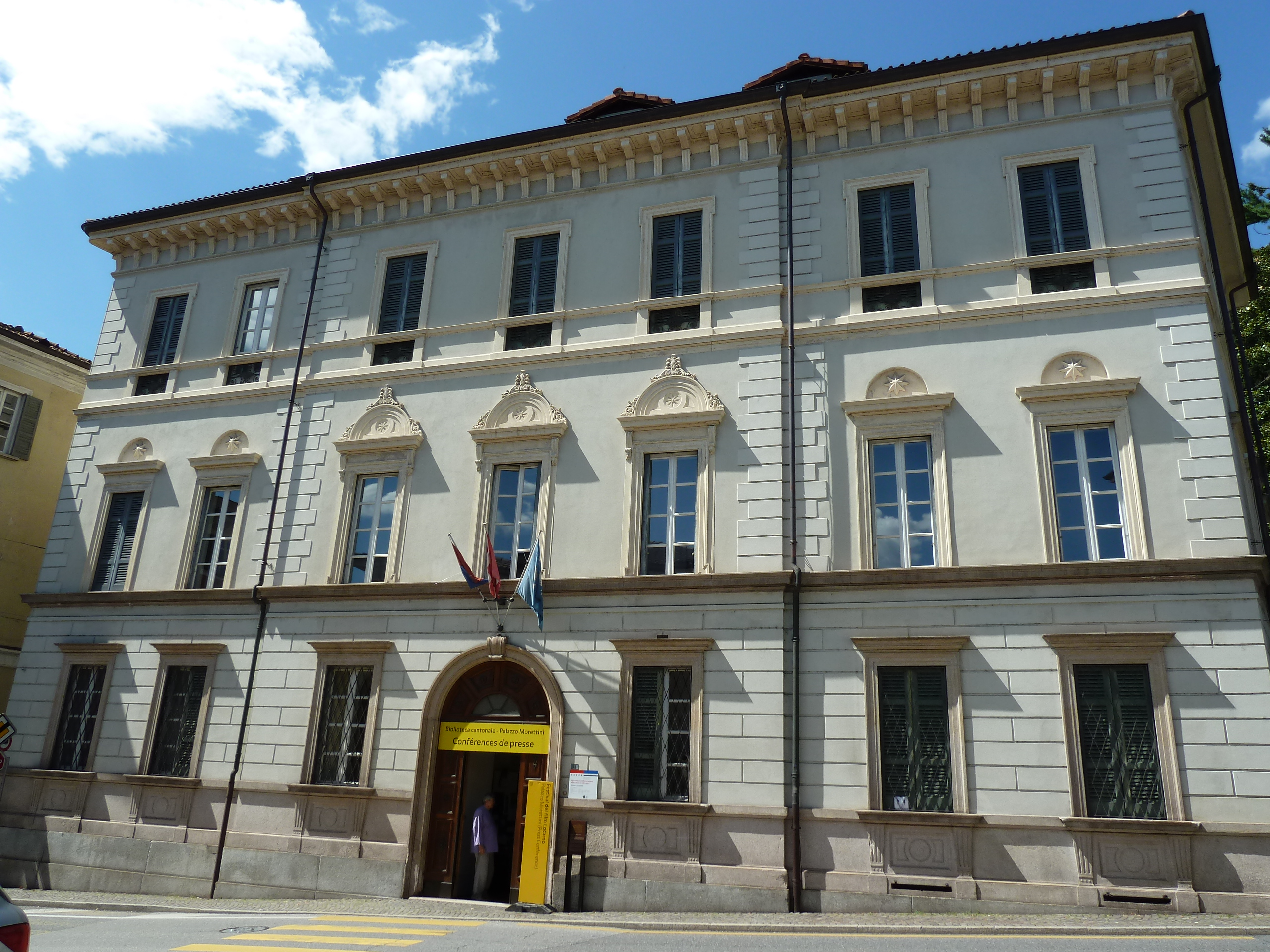
Palacio Morettini (Palazzo Morettini) construido en torno a 1709, ahora alberga la Biblioteca Cantonal

Estalló en 1755 y estuvo vinculado a una larga serie de ataques a las prerrogativas del Valle de Leventina, hasta entonces conservadas en sus instituciones y costumbres centenarias. En el momento de la conquista, los suizos se habían comprometido de hecho a respetar las leyes y costumbres preexistentes, e incluso habían impuesto su observancia a los alguaciles enviados por ellos, sin perjuicio, no obstante, de que los cantones suizos pudieran rectificarlas posteriormente. Fue uno de estos intentos de enmienda lo que desencadenó el levantamiento. El levantamiento terminó con la condena a muerte de los tres principales detenidos, la revocación de muchos derechos de los que gozaba el valle y, en particular, la reforma completa de los estatutos del valle.

### Formación y autonomía del cantón
Durante el periodo de la República Helvética, por decisión de Napoleón Bonaparte las bailías se unieron para formar dos cantones diferentes en 1798: Bellinzona y Lugano. En 1803 se unificaron definitivamente en una nueva entidad, cuyo nombre se ideó tomando el del río más importante del territorio: el Ticino (Tesino). La elección reflejó el modelo utilizado en la denominación de los departamentos franceses, adoptada tras la Revolución de 1789.
Aunque el nuevo cantón fue declarado miembro de pleno derecho de la Confederación en 1803, Francia siguió gestionando ampliamente sus asuntos, llegando incluso a anexionar de facto los distritos meridionales de Muggio y Mendrisio a la República Cisalpina, aunque por un periodo muy breve: de 1810 a 1813, el general Achille Fontanelli ocupó Mendrisiotto con sus tropas con el pretexto de reprimir el "contrabando" entre Suiza y el Reino de Italia.
La capital del cantón unificado se situó en Bellinzona, pero Lugano no aceptó esta resolución. El problema se resolvió con la Constitución de 1814, que estipulaba que las tres principales ciudades, Bellinzona, Lugano y Locarno, se alternarían cada seis años en el papel. Esta alternancia duró hasta 1878, cuando Bellinzona se convirtió en la capital única y permanente.
La primera fase de la vida del cantón, durante la época napoleónica, se caracterizó por un régimen liberal pro francés.

### La Restauración y el gobierno de Landammann
A la caída del Emperador Napoleón siguió un resurgimiento de las monarquías absolutas; en Suiza y en el cantón del Tesino también se produjo, por tanto, un retorno de los antiguos gobiernos aristocráticos y el fortalecimiento del poder del ejecutivo en detrimento de los parlamentos cantonales, con cargos políticos reservados, además, a un pequeño círculo de ciudadanos adinerados. En el cantón del Tesino se elaboraron varios proyectos constitucionales, el primero de los cuales fue rechazado por la Dieta Federal por considerarlo demasiado democrático, y los posteriores fueron rápidamente abortados también por las revueltas populares.

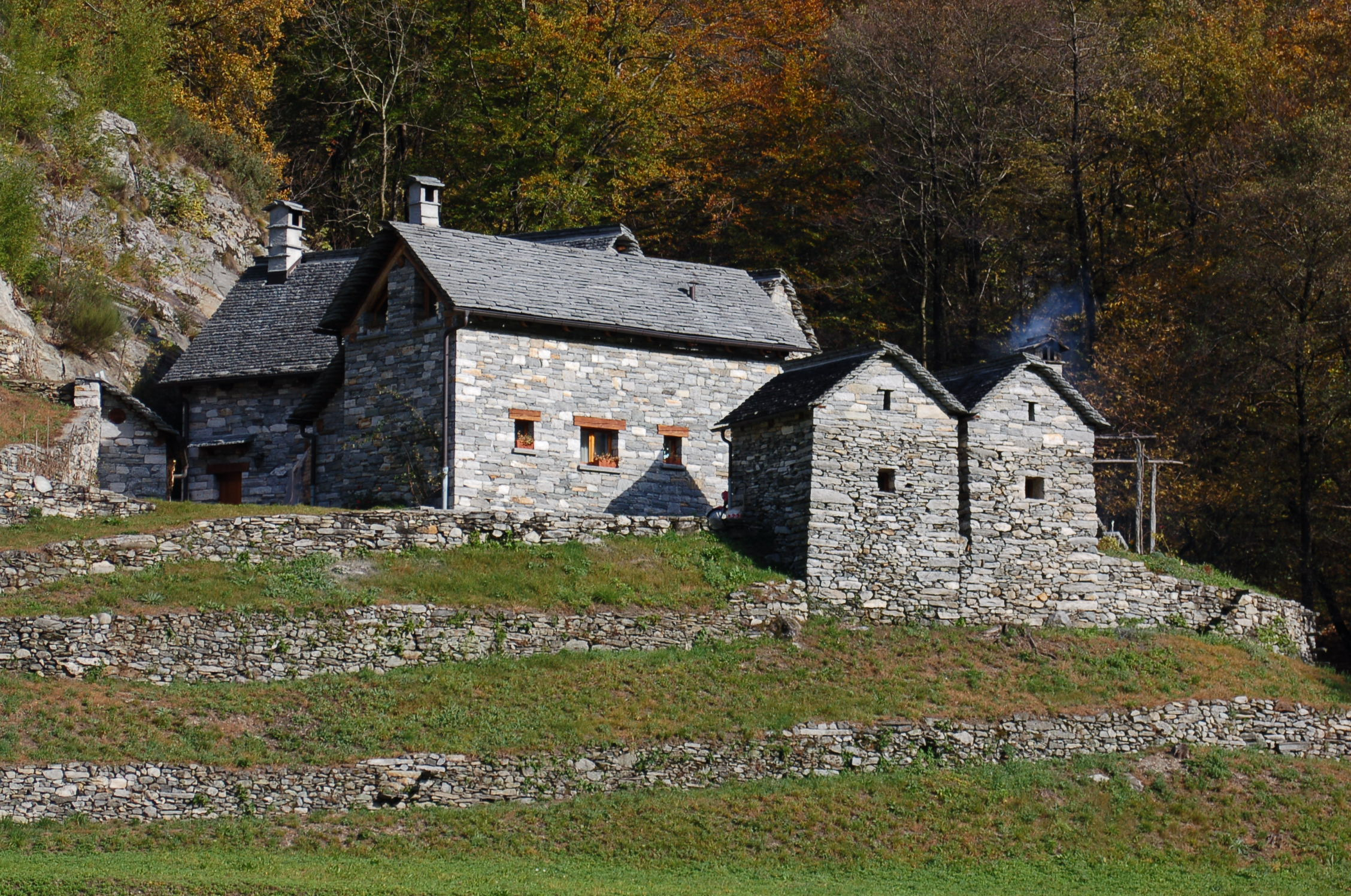
Viviendas tradicionales de Valle Maggia, Tesino

Así, el 3 de marzo de 1815 se creó el primer ejecutivo cantonal, conocido como Consejo de Estado. Se compone de once miembros, elegidos para un mandato de seis años por el poder legislativo, el Gran Consejo: en el que hay que señalar que los ministros cantonales siguen siendo miembros de este órgano.
Aunque los años 1815-1830 se caracterizaron por el intento de figuras individuales, principalmente el controvertido Landammann Giovanni Battista Quadri, que gobernaba de forma esencialmente autoritaria, el gobierno siempre estuvo asegurado por un cuerpo colegiado. Que el Landamano no gozaba de un poder indiscutible frente a los demás miembros del Consejo de Estado lo demuestran precisamente las graves tensiones, incluso dentro del propio ejecutivo, creadas por las aspiraciones de Quadri.
Sin embargo, hay que tener en cuenta que, durante el periodo conocido como el "Régimen de los Landammann", el cantón, al igual que toda Suiza, estuvo relativamente tranquilo durante unos 15 años, aunque bajo la protección del Imperio austriaco, y se le dotó de nuevos y cómodos caminos para carruajes y puentes de piedra.

### Revolución de 1830 y la contrarrevolución de 1841
El siglo XIX, hasta 1890, se caracterizó por continuas luchas con varios retrocesos entre liberales y conservadores, aunque la Constitución de 1830 se mantuvo formalmente en vigor hasta 1997. La revolución liberal del Tesino que puso fin al "régimen de Quadri" se produjo incluso antes de la revolución parisina de julio de 1830 y fue consagrada en el texto constitucional del 30 de junio de 1830 por Stefano Franscini. Pero las pasiones no se calmaron debido a las interminables peleas entre las dos facciones. En 1839 -cuando las elecciones registraron una victoria para los conservadores- los liberales aprovecharon la indignación que había surgido por la expulsión del cantón de los mazzinianos y de los patriotas italianos Giacomo y Filippo Ciani por parte del nuevo gobierno. En un golpe de Estado, el gobierno conservador fue así derrocado. Las siguientes elecciones sancionaron la victoria liberal, pero en 1841 se produjo un intento similar por parte de los conservadores de anular el resultado electoral: el golpe fallido terminó con el ahorcamiento de su líder Giuseppe Nessi.
Los liberales aprovecharon entonces un largo periodo de gobierno (1839-1875) para llevar a cabo una política de secularización de la sociedad: en particular, con el cierre de los monasterios, la exclusión del clero de la enseñanza y la supresión de los colegios religiosos. Paralelamente, se reforzó la educación pública.
En aquella época, la simpatía de los liberales del Tesino por el movimiento del Risorgimento era natural. La reacción de Austria al apoyo del Tesino a la causa italiana no se hizo esperar y, tras la primera guerra de independencia italiana en 1848, Austria impuso un bloqueo económico al Cantón del Tesino en 1853 y expulsó a miles de tesineses del Reino de Lombardía-Venecia.
Esta medida, junto con la adopción en Suiza de la nueva constitución federal de 1848, más centralista, contribuyó a desplazar lentamente el centro de gravedad del cantón hacia el norte. El 28 de julio de 1854, Austria permitió la exportación de trigo lombardo al Cantón del Tesino.
Después de que los liberales se arriesgaran a perder su mayoría en 1854-1855, se produjo una aceleración de la política de secularización. Así, se excluyó al clero del electorado, tanto activo como pasivo, y se exigió también la separación del Cantón del Tesino de las diócesis de Como y Milán, entre otras medidas.
En 1845, cuando estalló la guerra del Sonderbund, el Cantón del Tesino decidió mantenerse fiel al gobierno federal de Berna, en el que los liberales tenían mayoría, a pesar de su vocación católica. De hecho, el cantón, que sufrió un intento de invasión de Uri, no participó en las campañas de la guerra civil entre liberales y conservadores.

### El regreso de los conservadores
En 1875 el partido liberal-conservador recuperó la mayoría y en los meses siguientes la tensión creció hasta el punto de producirse un tiroteo entre liberales y conservadores: tuvo lugar el 22 de octubre de 1876, en el balneario de Stabio, durante el cual murieron los liberales Guglielmo Pedroni, Giovanni Moresi y Giovan Battista Cattaneo y el conservador Andrea Giorgetti. Sin embargo, gracias a la intervención del comisario federal, fue posible organizar nuevas elecciones el 21 de enero de 1877, que sancionaron la victoria definitiva de los conservadores. Estos últimos consolidaron su poder en los años siguientes gracias a una paciente política de administración del sistema electoral. Sobre todo, pesaron medidas como las circunscripciones "ad hoc", conocidas como distritos electorales, y un cambio en la asignación de escaños. Ya no se asignan en función de la población real, sino en función de los inscritos en el registro civil: esta categoría ampliada incluye, por tanto, a los emigrantes de larga data en el extranjero, que son numerosos, sobre todo en los conservadores Valles Altos. De esta fase data la asignación definitiva del papel de capital cantonal a Bellinzona, que tuvo lugar en 1878.

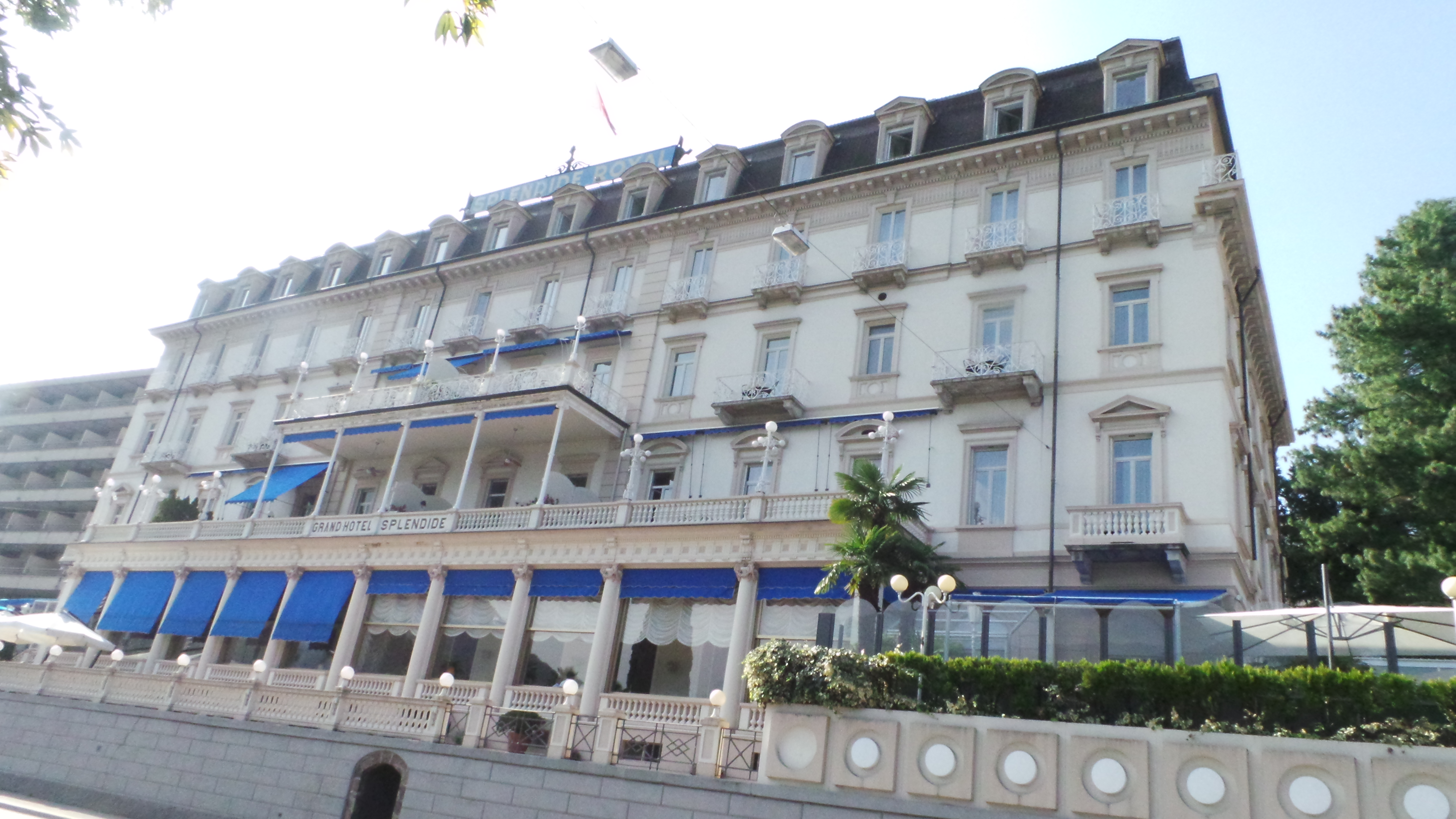
El Hotel Splendide Royal de Lugano fue establecido en 1887

Sin embargo, las relaciones entre las dos partes siguen siendo muy tensas. A ello contribuyó, además de la política de los conservadores de restablecer unas relaciones más serenas entre el Estado y la Iglesia, el juicio por los sucesos de Stabio. La investigación que dividió al cantón duró más de tres años y los intentos de alcanzar una amnistía general fueron en vano. El juicio comenzó el 26 de febrero de 1880 y vio entre los principales acusados al conservador Luigi Catenazzi, farmacéutico, como acusado del asesinato de Pedroni y al coronel abogado Pietro Mola con otros liberales por la muerte de Andrea Giorgetti. La sentencia del 17 de mayo de 1880 absolvió a todos los implicados (en realidad había habido 7 votos de condena en lugar de los 8 de 12 exigidos por la ley).
En 1882, una reforma constitucional introdujo el referéndum. En 1888, el derecho eclesiástico se modificó en una dirección más favorable para la Iglesia. Mientras tanto, la Santa Sede había ordenado la separación del Cantón del Tesino de las diócesis de Milán y Como y su unión con la de Basilea con el nombramiento de un administrador apostólico para el Cantón del Tesino con sede en Lugano.

### Revolución de 1890
Los conservadores en el poder diseñaron los círculos electorales de forma que se aseguraran el máximo número de diputados con el mínimo de votos. En las elecciones del 3 de marzo de 1889, resultaron elegidos 75 conservadores y 37 liberales, aunque por un estrecho margen. Se produjeron graves enfrentamientos entre las dos facciones: los liberales también culparon a los conservadores de una serie de eliminaciones ilegales de candidatos liberales de las listas. El 11 de septiembre de 1890 estalla la llamada revolución de 1890: los revoltosos (Brenno Bertoni, Rinaldo Simen, Romeo Manzoni, etc.) asaltan el palacio de gobierno de Bellinzona, Angelo Castioni mató a tiros al joven consejero de Estado Luigi Rossi (1864-1890) y establece un gobierno provisional compuesto enteramente por liberales.
El Consejo Federal llamó al ejército para rebajar la tensión y consiguió imponer un gobierno de transición compuesto por liberales y conservadores y presidido por un miembro del centro, Agostino Soldati. En 1893, por primera vez en Suiza, se introdujo en el Cantón del Tesino un sistema electoral proporcional para el ejecutivo. Los liberales, sin embargo, reforzaron su mayoría. El nuevo marco político, que modernizó el Cantón del Tesino, se completó con el nacimiento del movimiento socialista, que formó el Partido Socialista Suizo en 1888 y se incorporó al gobierno cantonal en 1922.
A lo largo del siglo XIX, el cantón, productor esencialmente de productos agrícolas (paja, tabaco, seda, queso) sufrió un grave retraso económico, que se manifestó en una fuerte emigración no sólo a los países europeos sino también a ultramar. La lucha contra el analfabetismo iniciada por Franscini se transformó en una política más decidida de educación popular que se tradujo también en el refuerzo de las escuelas secundarias cantonales.
Sólo con el auge del turismo y la industrialización inicial a principios del siglo XX la situación empezó a cambiar. Junto a la emigración, hubo una fuerte inmigración de mano de obra italiana, sobre todo en los sectores de la construcción y la cantería. Sólo a partir de los años sesenta, junto con el auge inmobiliario, el cantón se fue consolidando como un importante centro financiero y de servicios, sobre todo con respecto a la vecina Italia. La fundación de la Universidad de Lugano en 1996 fue la culminación de un largo periodo de crecimiento económico y cultural en el país.

### Tierra de exilio
Desde el siglo XIX, el Cantón del Tesino ha sido tierra de exiliados políticos, primero republicanos y federalistas (Lodovico Frapolli, Carlo Cattaneo, los hermanos Ciani), luego internacionalistas (Benoît Malon, Michail Bakunin), además de socialistas (Mario Tedeschi, Angiolo Cabrini, Giuseppe Rensi, Enrico Bignami, Tito Barboni), anarquistas (Pietro Gori) y sindicalistas revolucionarios (Angelo Oliviero Olivetti, Giulio Barni, Alceste De Ambris). Contaban con la protección local de liberales, radicales y socialistas. Este triángulo de tierra encajado en Insubria fue también el hogar de muchos exiliados antifascistas y de algunos judíos (Alberto Vigevani) durante el periodo entre las dos guerras mundiales.

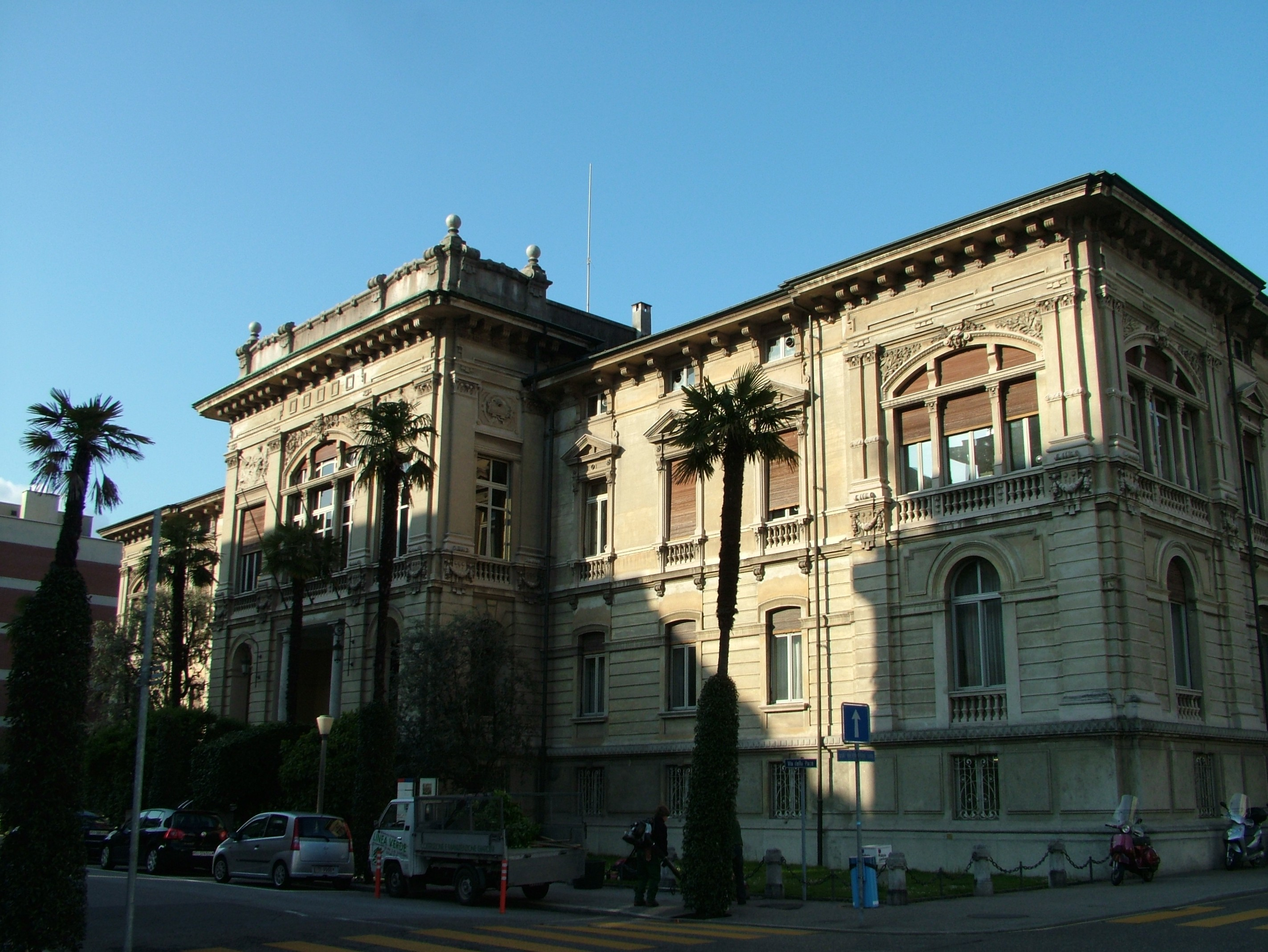
Palacio de Pretorio (Palazzo del Pretorio) en Locarno construido entre 1908 y 1910

En los años 70, el Cantón del Tesino acogió a muchos exiliados chilenos que huían de la represión que siguió al golpe de Estado del 11 de septiembre de 1973 en Chile. En las décadas siguientes, también llegó al Tesino un gran número de personas procedentes de los Balcanes occidentales, que huían de los conflictos de la desaparecida Yugoslavia y Kosovo. Como resultado de estos grandes y constantes flujos migratorios a lo largo de la historia, más del 27% de los habitantes del Tesino se consideran extranjeros, una cifra superior a la media suiza, que ya se sitúa en un notable 25%. Otros flujos migratorios con consecuencias demográficas aún visibles son los de las personas que huyen del régimen de António de Oliveira Salazar en Portugal, especialmente en la primera mitad del siglo XX.
Los refugiados políticos, la inmigración económica y la emigración desempeñaron un papel muy importante en la construcción de la identidad del Tesino. El multiculturalismo era un tema político candente, y la prevalencia de las familias de origen extranjero dio lugar al nacimiento del término "secondos", utilizado para definir a las personas nacidas y criadas en Suiza por padres extranjeros.
También en esos años, algunos grupos extraparlamentarios del Tesino, como el Movimento Giovanile Progressista-Lotta di Classe, con sucursales en Zúrich, la Organizzazione Anarchica Ticinese y, más tarde, Soccorso Rosso / Socorro Rojo, llegaron a desarrollar una red de apoyo activo y verbal a los militantes de extrema izquierda italianos. Este apoyo permitió la creación de una red de recepción y colaboración militar, especializada en el robo de armas de los depósitos militares del ejército suizo. La actividad de apoyo subversivo atrajo a numerosos exponentes de la lucha armada italiana al Tesino, entre ellos Valerio Morucci y Enzo Fontana. Gianluigi Galli, de "Lotta di Classe", fue detenido y acusado de complicidad en la entrada ilegal de cuatro subversivos pertenecientes al grupo Gato Salvaje del movimiento autonomista. Algunos militantes destacados de las Brigadas Rojas, como Álvaro Lojacono, tenían contactos con miembros del Partido Socialista del Tesino, aunque no hay pruebas de connivencia con respecto a los crímenes cometidos por las Brigadas.

## Geografía
El cantón del Tesino se encuentra en el sur de Suiza. El cantón limita con  Italia de suroeste a sureste.Región de Piamonte y Región de Lombardía. Al noroeste limita con el Cantón del Valais y al norte con el Cantón de Uri y finalmente.al  noreste con el cantón de los Grisones.

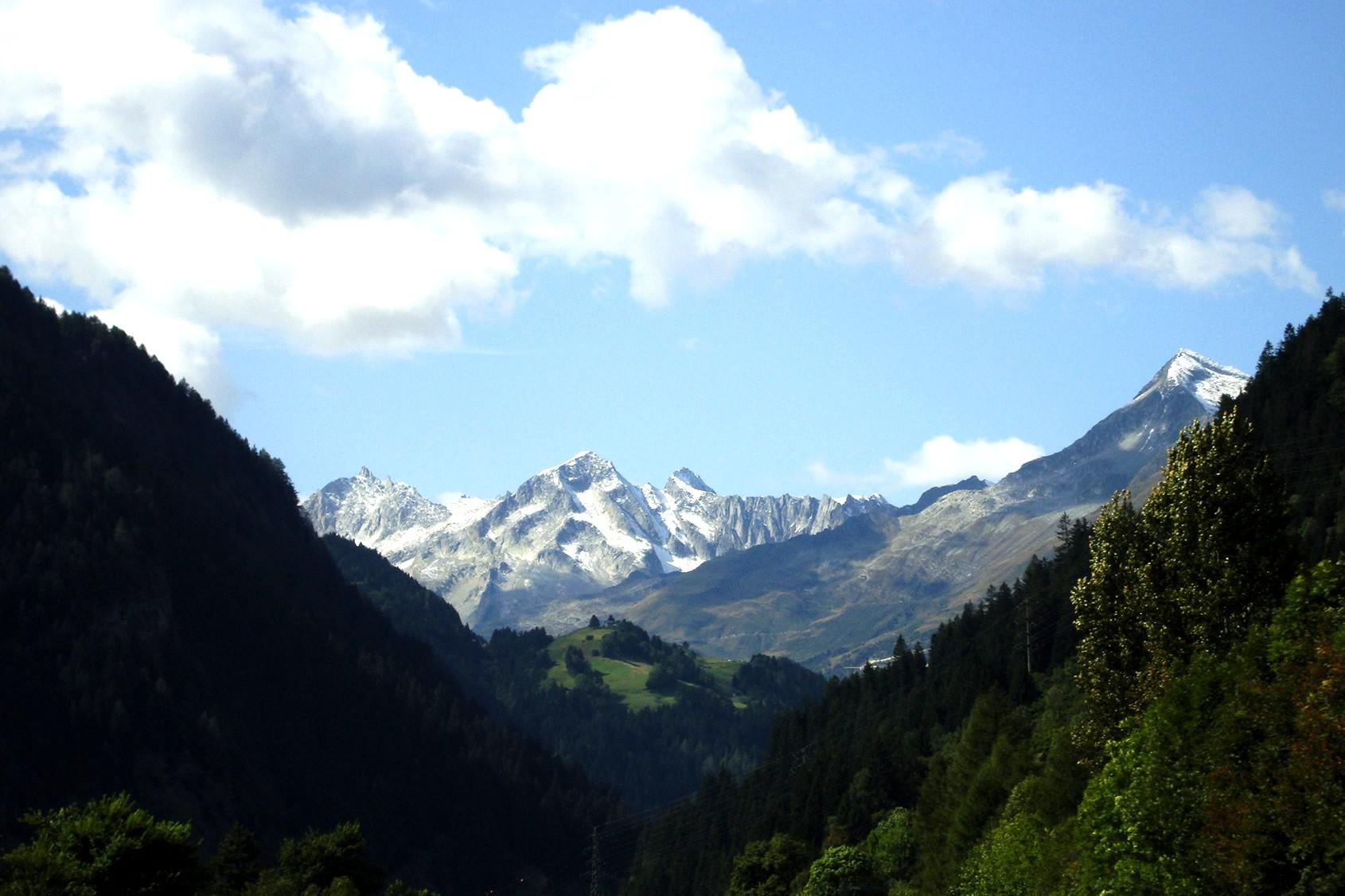
Vista del Pizzo Rotonto, el Pizzo Pesciora y el Witenwasserenstock (centro) desde el valle del Leventina (Tesino). Estos picos se encuentran en la frontera entre los cantones de Valais y Tesino.

Su superficie es de 2812  km², de los cuales cerca de tres cuartos son considerados como terreno productivo. Los bosques cubren cerca de un tercio del cantón. También los lagos Mayor y de Lugano ocupan una parte considerable del cantón.
Los bosques cubren aproximadamente un tercio de la superficie, pero también los lagos Maggiore (o Verbano) y Lugano (o Ceresio) constituyen una minoría considerable. El cantón comparte fronteras con otros tres cantones a través de la cresta principal de los Alpes: Valais al noroeste, con el que está conectado por el paso de Nufenen, Uri al norte, con el que está conectado por el paso de San Gotardo y los Grisones al noreste, con los que está conectado por el paso de Lukmanier y el valle de Mesolcina; este último valle, a pocos kilómetros al norte de Bellinzona, es el único acceso (natural) de baja altura a otro cantón. El Tesino también comparte fronteras internacionales con Italia. Al suroeste está la región del Piamonte y al sureste la de Lombardía. El principal paso fronterizo entre Italia y Suiza es el de Chiasso, en el extremo sur del cantón

### Regiones
El cantón se divide tradicionalmente (pero no administrativamente) en dos regiones. La región septentrional, el Sopraceneri, está formada por los valles que rodean el lago Mayor e incluye las montañas más altas del cantón y la principal cuenca alpina. La región sur, los Sottoceneri, es la región que rodea el lago de Lugano y marca el comienzo de las estribaciones alpinas del sur. Entre las dos regiones se encuentra el Monte Ceneri, un puerto de montaña moderadamente elevado e importante eje norte-sur. El Sopraceneri está constituido por los distritos de Bellinzona, Blenio, Leventina, Locarno, Riviera y Vallemaggia, y representa aproximadamente el 85% del territorio y el 43% de la población. El Sottoceneri está constituido por los distritos de Lugano y Mendrisio, y supone alrededor del 15% del territorio y el 57% de la población. Mientras que Lugano, la ciudad más grande, está en el Sottoceneri, densamente poblado, las otras dos ciudades principales, Bellinzona y Locarno, están en el Sopraceneri.

### Hidrografía

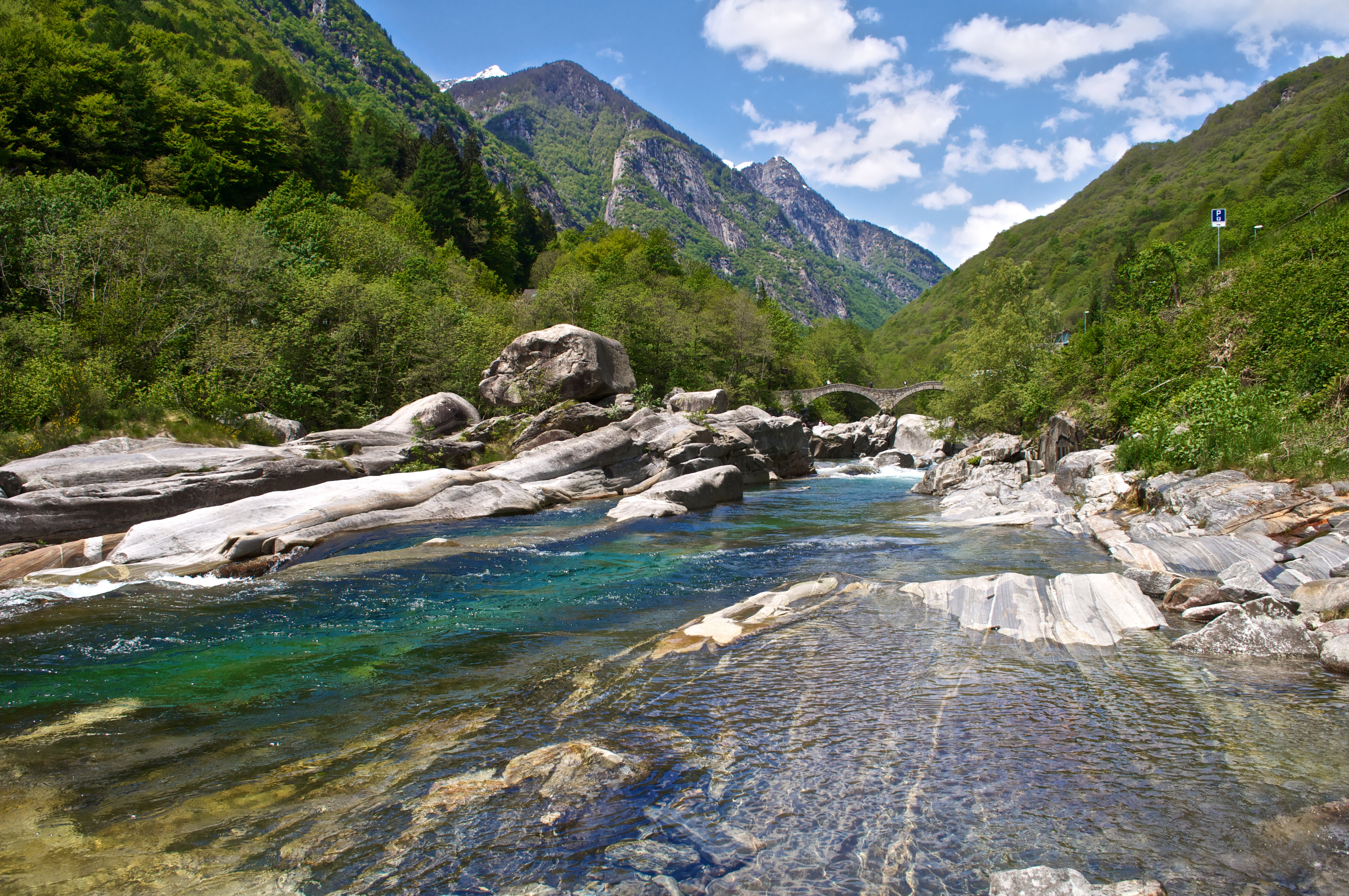
Valle Verzasca, Cantón del Tesino

El Tesino es el cantón más meridional del país. Con algunas excepciones en el extremo norte y sur del cantón, se encuentra enteramente en la cuenca del Ticino, afluente del Po. Junto con el Valais y los Grisones, es uno de los tres cantones cuyo territorio abarca la cuenca del Po, por tanto, al sur de los Alpes. Sin embargo, a diferencia de estos cantones (y de todos los demás), todos los asentamientos del Tesino se encuentran en el lado sur de los Alpes, por lo que están separados de la meseta suiza (y de la mayor parte del país) por la gran barrera alpina. El cantón también comprende algunas pequeñas zonas en la cuenca del Rin en el norte, en el paso del Gotardo y alrededor del lago de Santa María. El extremo sur del cantón también está drenado por el Po, pero a través del Breggia y el Adda.
El Ticino, que da nombre al cantón, es el mayor río de la región. Fluye desde el noroeste a través del Valle de Bedretto y el Valle de Leventina para entrar en el Lago Mayor cerca de Locarno. Sus principales afluentes son el Brenno, en el valle del Blenio, y el Moesa, en el valle del Mesolcina, en los Grisones. Las tierras de la mayor parte del cantón están moldeadas por el río, que en su parte media forma un amplio valle, conocido comúnmente como la Riviera. Las tierras occidentales del cantón, sin embargo, están drenadas por el Maggia. El valle de Verzasca se encuentra entre el valle de Leventina y el de Maggia. También hay una zona más pequeña que desagua directamente en el lago de Lugano. La mayor parte del territorio se considera dentro de los Alpes, pero una pequeña zona forma parte de la llanura del Po que drena el norte de Italia.

### Topografía
Aunque incluye el punto más bajo de Suiza (el lago Mayor), así como su ciudad más baja (Ascona), la topografía del Tesino es extremadamente accidentada, ya que es el cuarto cantón con mayor desnivel. Se encuentra esencialmente dentro de los Alpes, en particular los Alpes Lepontinos, el Macizo de Saint-Gotthard y los Prealpes de Lugano. Los valles más largos y profundos son los del Tesino, Verzasca y Maggia. Las dos montañas más altas son el Rheinwaldhorn y el Basòdino. Otros montes notables son el Pizzo Rotondo (el más alto del macizo del Gotardo), el Pizzo Campo Tencia (el más alto en todo el cantón), el Monte Generoso (el más alto al sur del lago de Lugano) y el Monte Tamaro (el más destacado del cantón). Para una lista exhaustiva, véase la lista de montañas del Tesino.

### Clima

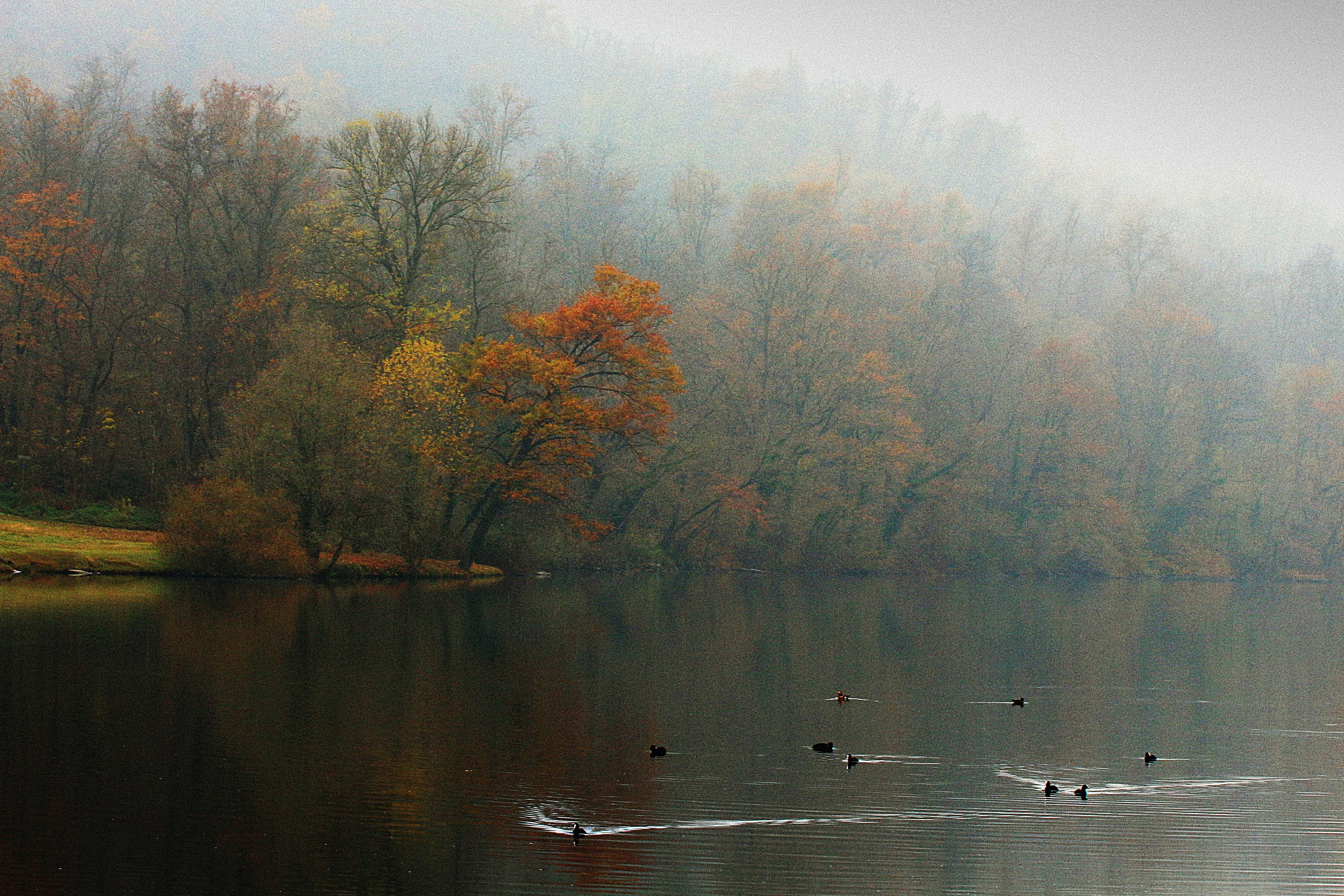
Paisaje de Otoño en el Cantón del Tesino

El clima del Tesino está influenciado principalmente por el mar Mediterráneo, y los Alpes lo protegen del clima del norte de Europa. Como consecuencia, las llanuras experimentan veranos cálidos y húmedos, e inviernos suaves. Este clima es notablemente más cálido y húmedo que el del resto de Suiza. En la Suiza de habla alemana, el Tesino recibe el apodo de Sonnenstube (pórtico del sol), debido a las más de 2.300 horas de sol que recibe el cantón al año, frente a las 1.700 de Zúrich. El cantón puede experimentar tormentas y lluvias especialmente intensas en verano. Es la región de Suiza con más descargas de rayos. Por el contrario, el cantón puede sufrir graves sequías tanto en verano como en invierno, por lo que es la región más afectada por los incendios forestales del país.
El clima del Tesino es muy diverso, ya que las elevaciones van desde el lago Maggiore, afectado por un clima subtropical, hasta los altos Alpes, afectados por un clima subártico y de tundra. Por lo tanto, al igual que en el resto de Suiza, en la región se encuentran muchos tipos de ecosistemas diferentes. En las zonas más bajas, los bosques caducifolios son omnipresentes, mientras que en las zonas altas tienden a ser sustituidos por bosques de coníferas, excepto en el Sottoceneri (Prealpes de Lugano), donde están casi ausentes.
El límite arbóreo se sitúa a unos 2.000 metros en los Sopraceneri y a 1.600 metros en los Sottoceneri. El Basòdino, la segunda montaña más alta del Ticino, está cubierta por el mayor glaciar del cantón. En invierno, el esquí es popular en las localidades más altas, sobre todo en Airolo y Bosco/Gurin. En las regiones más bajas, sobre todo en torno al lago Mayor y al lago de Lugano, se cultivan viñedos, olivos y otras frutas comunes en el sur de Europa. Se pueden cultivar varios tipos de palmeras resistentes al frío y otras especies subtropicales, y aunque ninguna es autóctona, su presencia en el ecosistema es cada vez mayor. Numerosos jardines, sobre todo cerca de los lagos, como los de las islas Brissago y el parque Scherrer, son famosos por sus plantas exóticas.

## Política y Gobierno
El poder ejecutivo cantonal se llama Consiglio di Stato (consejo de Estado) y está compuesto por cinco miembros elegidos directamente por el pueblo. 

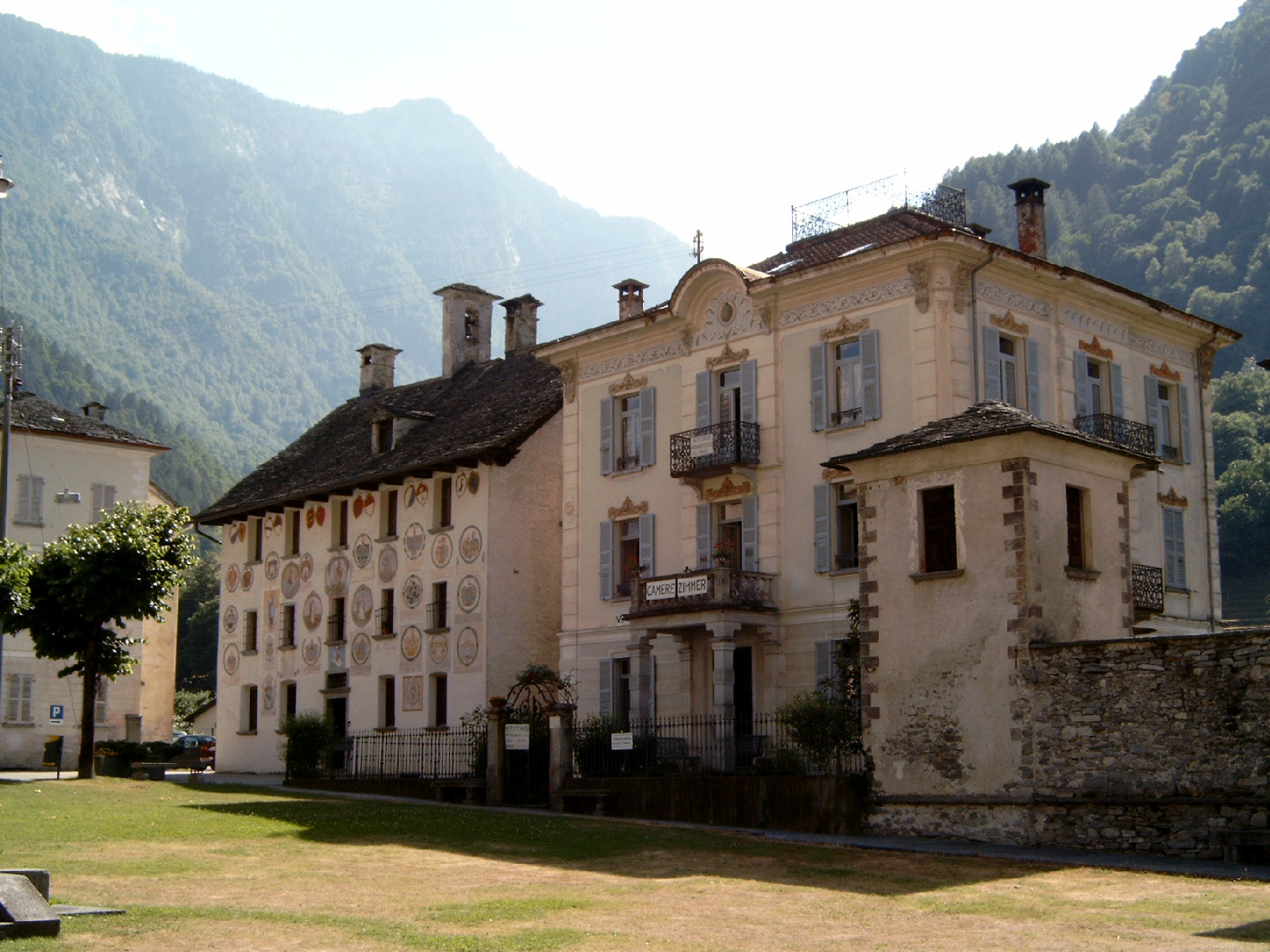
Ayuntamiento o Alcaldía de Cevio

El parlamento cantonal Gran Consiglio (Gran Consejo) se encarga de elegir el gobierno y el Parlamento cantonal. El pueblo elige también los dos diputados al Consejo de los Estados y ocho diputados para el Consejo Nacional Suizo, con sede en Berna.

### Referendums
Por un referéndum celebrado en septiembre de 2013, el Tesino es el único cantón suizo en el que el uso del velo integral es ilegal. Los partidarios de la prohibición citaron el caso de una mujer paquistaní de 20 años de Bellinzona, que fue asesinada por su marido por negarse a llevar un pañuelo en la cabeza. La prohibición del burka fue aprobada posteriormente por el Gran Consejo en noviembre de 2015.
En septiembre de 2016, los votantes del Tesino aprobaron un referéndum patrocinado por el Partido Popular Suizo que da prioridad a los trabajadores suizos, frente a los extranjeros, desafiando los acuerdos de libre circulación entre Suiza y la UE.

### Democracia directa
Las enmiendas a la Constitución están sujetas a un referéndum obligatorio y, por tanto, deben someterse a votación popular (art. 82 del KV). Las promulgaciones o modificaciones legislativas, los decretos legislativos de carácter generalmente vinculante, las decisiones de gasto relativas a gastos únicos de más de un millón de francos suizos o a gastos periódicos anuales de más de 250.000 francos suizos, así como los tratados legislativos estatales, se someten a un referéndum facultativo si lo solicitan al menos 7.000 votantes o una quinta parte de los municipios en un plazo de 60 días a partir de la publicación de la solicitud en el boletín oficial (art. 42 y ss. KV).

El propio pueblo puede proponer leyes y enmiendas a las leyes en forma de iniciativa legislativa si 7.000 votantes apoyan una propuesta a tal efecto en el plazo de 100 días a partir de la publicación de la solicitud en el Boletín Oficial (art. 37 y ss. del KV). Las iniciativas para modificar la Constitución requieren el apoyo de 10.000 votantes; también en este caso, las firmas deben recogerse en un plazo de 100 días a partir de la publicación de la petición de iniciativa en el Boletín Oficial (art. 82 y ss. del KV).

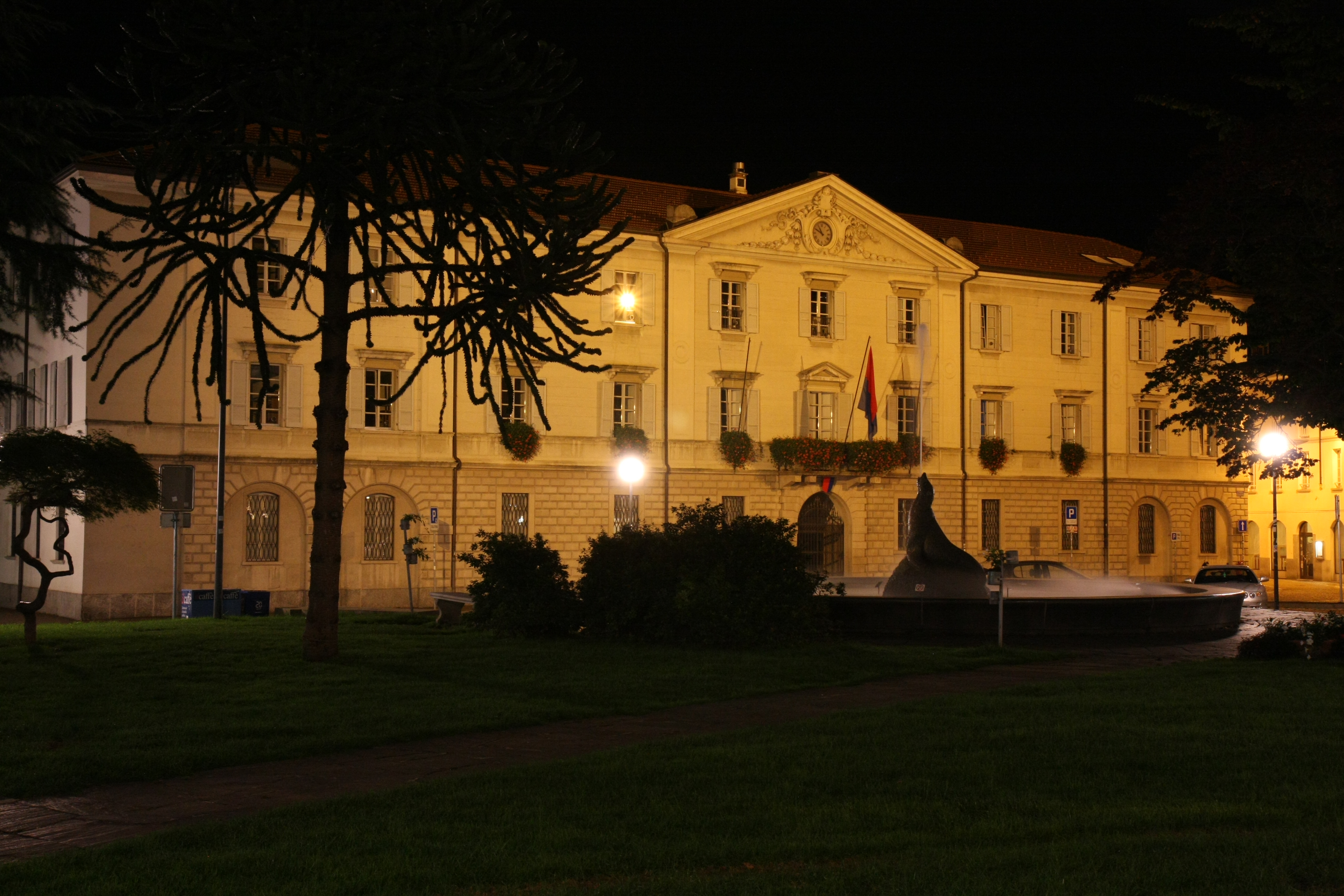
Palacio de Gobierno del Cantón del Tesino

### Poder Ejecutivo
El poder ejecutivo cantonal se llama Consejo de Estado (Consiglio di Stato). Se compone de cinco miembros elegidos directamente por el pueblo en una única circunscripción, mediante un sistema proporcional, que permanecen en el cargo durante cuatro años. En el seno del consejo se nombran un presidente y un vicepresidente por rotación, con funciones representativas, que permanecen en el cargo durante un año. Cada consejero se hace cargo de un departamento (Departamento de Educación, Cultura y Deporte - DECS, Departamento de Finanzas y Economía - DFE, Departamento de Instituciones - DI, Departamento de Salud y Asuntos Sociales - DSS y Departamento de Territorio - DT). El presidente es nombrado anualmente; el presidente del Consejo de Estado, en funciones desde el 6 de mayo de 2020, es Norman Gobbi (FDP).
Incluso en las últimas elecciones cantonales, los cinco escaños se repartieron entre los legistas (2), los liberales-rotarios (1), los demócratas populares (1) y los socialistas (1). Durante dos elecciones, los liberales-radicales han perdido su mayoría relativa. En las décadas anteriores -con la excepción de la legislatura 1987-1991, con dos liberales, dos socialistas y un demócrata popular- la composición del gobierno había sido la siguiente: dos liberales, dos demócratas populares y un socialista.

### Poder Legislativo
El parlamento cantonal es el Gran Consejo, compuesto por 90 miembros, también elegidos por votación popular y con un mandato de cuatro años. Al inicio de la legislatura 2019-2023, había 69 grandes consejeros y 31 consejeras, el mayor número de diputadas desde que se concedió a las mujeres el derecho de voto a nivel cantonal en 1969 (primera elección en 1971). Debido a las alternancias, ahora hay 32 consejeras de 90. Tras las elecciones cantonales del 7 de abril de 2019, los escaños del parlamento se distribuyen de la siguiente manera:
- Partido Liberal Radical (liberalismo): 23
- Lega dei Ticinesi (populismo): 18
- Partido Popular Democrático (Democracia Cristiana): 16
- Partido Socialista (socialismo democrático, socialdemocracia): 13
- Unión Democrática de Centro (conservadurismo nacional): 7
- Los Verdes (ecologistas-izquierda): 6
- Movimiento por el Socialismo (trotskistas): 3
- Más mujeres (por la igualdad de género): 2
- Tribunal Penal Federal en Bellinzona (Tribunale penale federale)Partido Comunista (izquierda): 2

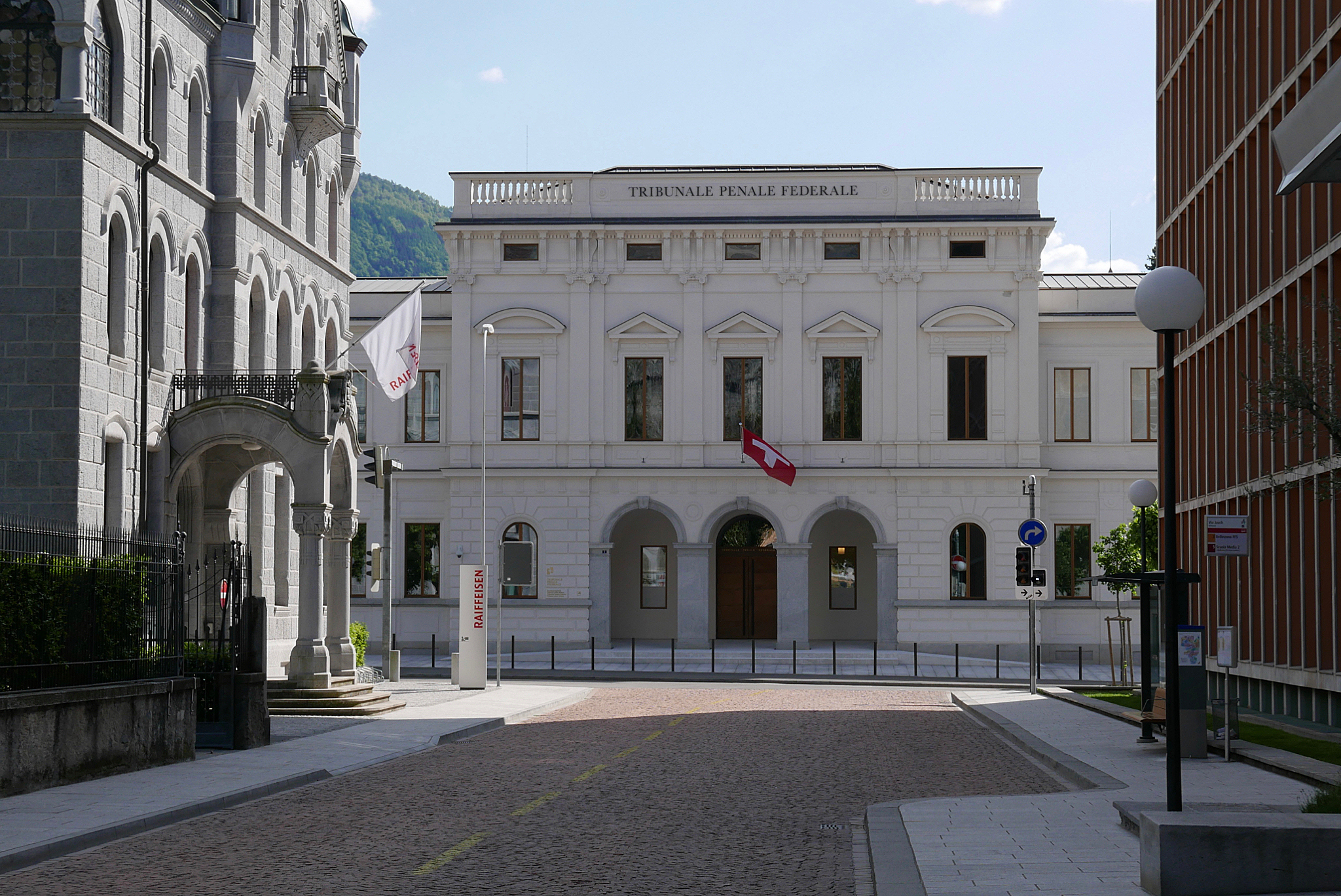
Tribunal Penal Federal en Bellinzona (Tribunale penale federale)

Cabe señalar que las elecciones cantonales de 2007 confirmaron la tendencia que se venía dando desde hace unas dos décadas de una erosión del sufragio en favor de los dos principales partidos del cantón, que hasta 1987 tenían un electorado estable de más del 70% (38-39% para los radicales liberales, con unos 35 escaños; 33-35% para los demócratas populares, con unos 30 escaños). Este descenso electoral fue acompañado por un aumento para la izquierda y para la Lega dei Ticinesi y la Unione Democratica di Centro (pero esta última perdió un escaño en las últimas elecciones).
También existe un parlamento juvenil, el Consejo Cantonal de la Juventud, organizado en Asamblea Plenaria, Comité y Secretaría, cuya función es únicamente consultiva y didáctica para acercar a los jóvenes a la política.
En la cúspide del poder judicial se encuentra el Tribunal de Apelación, que, a través de sus Tribunales, decide casi todos los litigios civiles, penales y administrativos en última instancia (normalmente en segunda instancia).

### Poder judicial
La jurisdicción civil es ejercida por los jueces de paz (Giudice di Pace; autoridad de conciliación), los pretori (en primera instancia) y el tribunal de apelación (Tribunale di appello; en segunda instancia), mientras que la jurisdicción penal es ejercida por el tribunal penal (Tribunale penale cantonale) y la pretura penale (ambos en primera instancia), el tribunal de apelación (Corte di appello e di revisione penale; en segunda instancia) y el juez de menores. En 2011/2012, tras la entrada en vigor del Código Procesal Penal suizo, que ya no prevé juicios según el principio de inmediación, el tribunal del jurado se transformó en una sala del tribunal penal compuesta por jueces penales con acceso a los expedientes.

## Economía

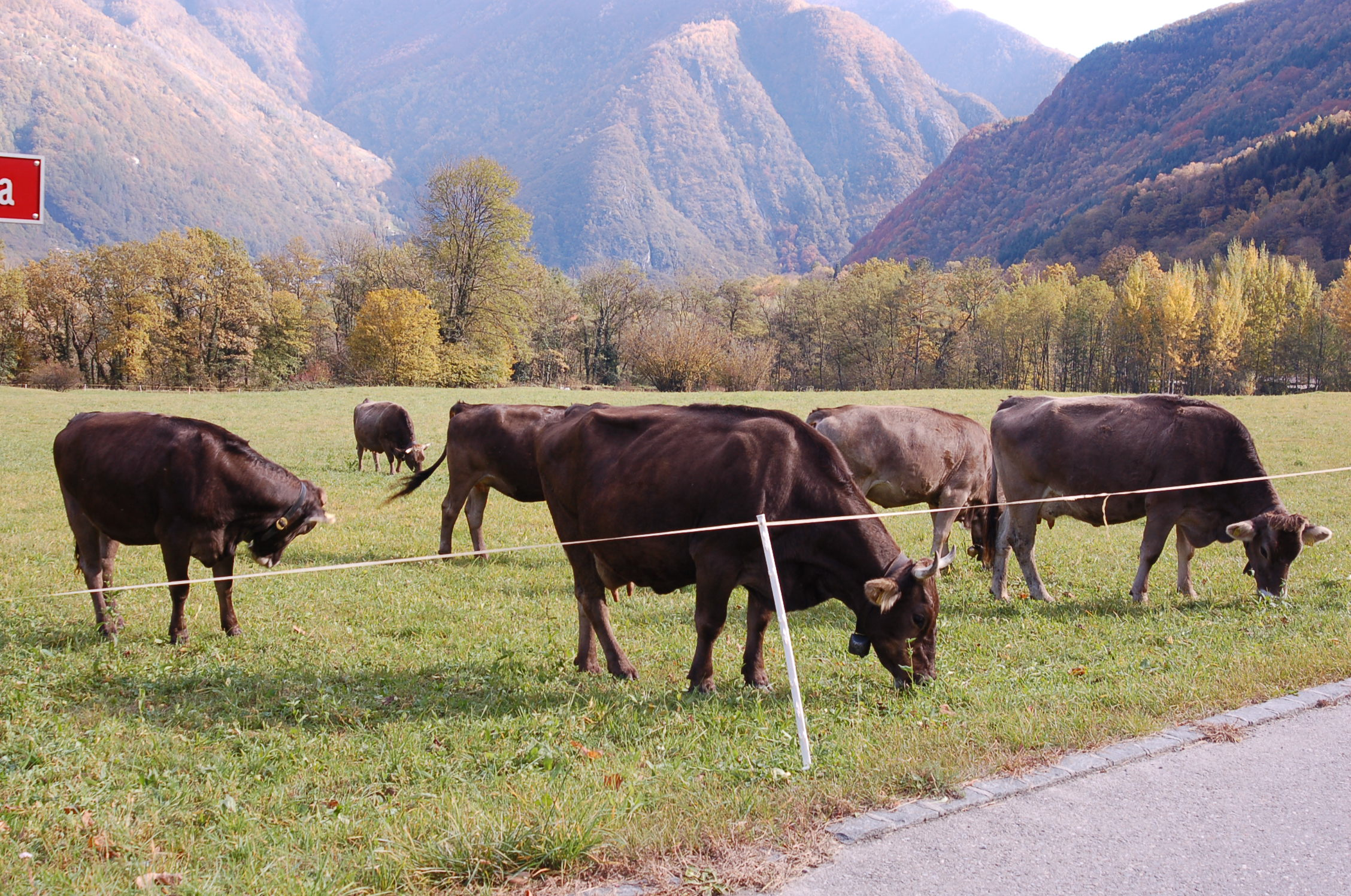
Ganado vacuno en el Tesino

Las pendientes del cantón son usadas intensivamente para la producción de energía hidroeléctrica. La electricidad producida es utilizada en el cantón y exportada al extranjero. En el área septentrional se cría ganado.
La producción de vino es importante para el cantón y es exportada principalmente al resto de Suiza. Las viñas se encuentran ante todo en la mitad meridional del cantón, en donde se disfruta de un clima más cálido. Otros productos importantes producidos en el cantón son: maíz, patatas, tabaco y verduras.
El clima del cantón es generalmente opuesto al que se puede encontrar al norte de los Alpes. Suele ser un clima más cálido, que atrae a muchos turistas de los otros cantones suizos. Los lagos, unidos al buen tiempo, son considerados atractivos turísticos. El turismo es el sector más importante del cantón. 
La industria del cantón se encuentra ante todo alrededor de las tres ciudades principales: Lugano, Locarno y Bellinzona.
Los trabajadores del sector terciario representan el 76,5% de la mano de obra local, frente a la media suiza del 67,1%. El comercio (23,1%), el turismo (10,1%) y las actividades financieras (3,9%) son importantes para la economía local, mientras que la contribución de la agricultura y la pesca es marginal, ya que emplea al 6,5% de la mano de obra, frente a una media suiza del 15,4%. El salario bruto mensual medio del sector privado en 2012 era de 5.091 francos (5.580 dólares), por debajo de la media nacional de 6.118 francos (6.703 dólares). Sin embargo, debido al menor coste de la vida y a la menor fiscalidad en comparación con la mayoría de los otros cantones, la renta media global disponible es alta. El PIB per cápita, de 82.438 francos en 2014, era el séptimo más alto de Suiza. El Tesino se cuenta entre las regiones más prósperas de Suiza y de Europa.

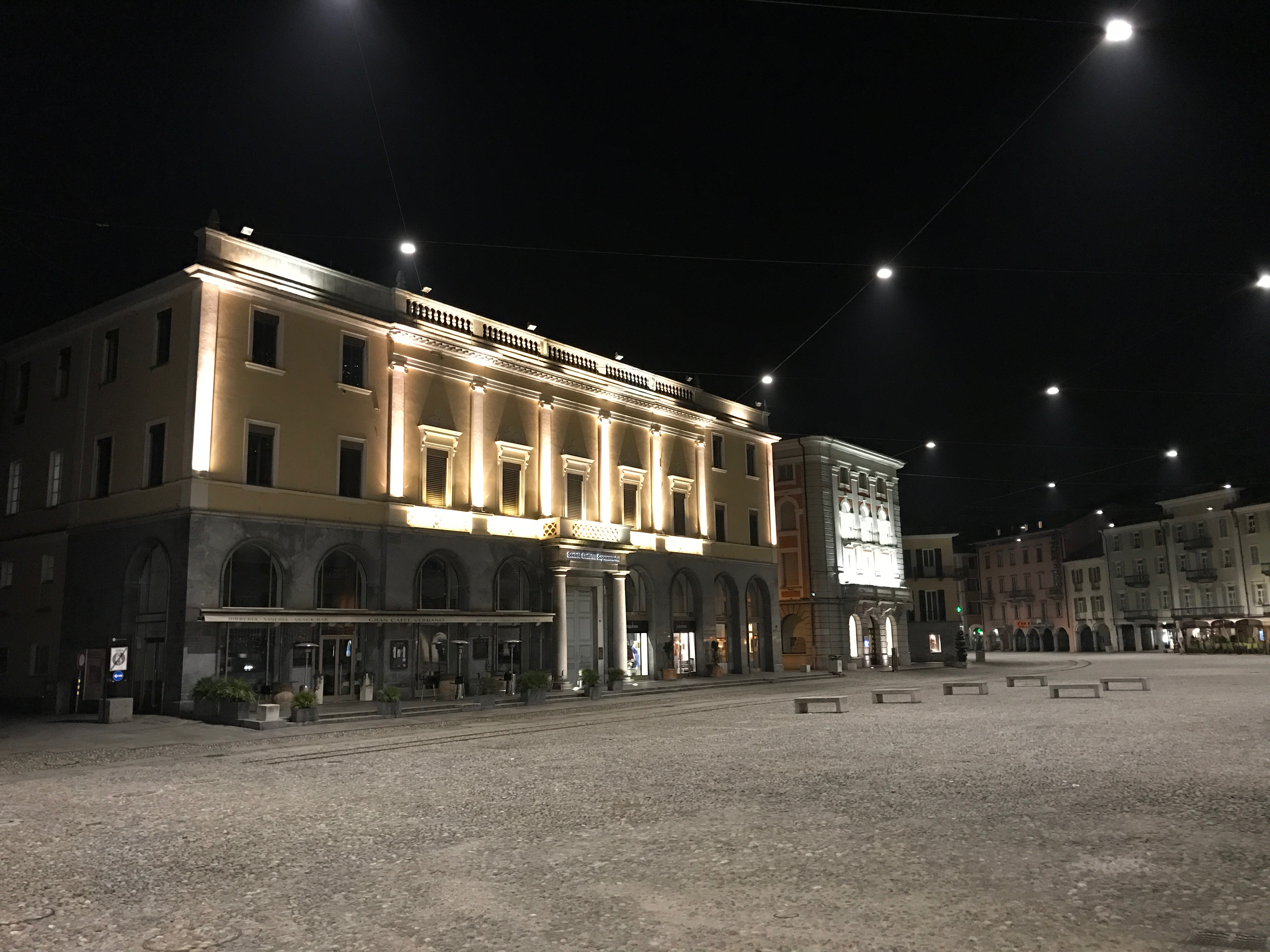
Palacio de la Società Elettrica Sopracenerina, una empresa suiza de suministro de electricidad

Lugano es el tercer centro financiero de Suiza, después de Zúrich y Ginebra. Solo el sector bancario cuenta con 8.400 empleados y genera el 17% del producto cantonal bruto. Debido a la lengua y la cultura compartidas por el Tesino, su industria financiera tiene vínculos muy estrechos con Italia. En 2017, el Tesino tenía una tasa de desempleo del 4%, ligeramente superior a la media de Suiza, que se estimaba en un 3,7% para el mismo año.
Los frontalieri, trabajadores que viven en Italia (sobre todo en las provincias de Varese y Como) pero que trabajan regularmente en el Tesino, constituyen una parte importante (más del 20%) de la mano de obra, mucho mayor que en el resto de Suiza, donde la tasa es inferior al 5%. Los extranjeros, en general, ocupan el 44,3% de todos los puestos de trabajo, de nuevo una tasa mucho más alta que en el resto de la Confederación (27%) Los frontalieri suelen cobrar menos que los trabajadores suizos por su trabajo, y suelen servir de mano de obra de bajo coste.
Italia es, con diferencia, el socio comercial extranjero más importante del Tesino, pero existe un enorme déficit comercial entre las importaciones (5.000 millones de francos suizos) y las exportaciones (1.900 millones) En 2013, Alemania se convirtió en el principal mercado de exportación del cantón, recibiendo el 23,1% del total, frente al 15,8% de Italia y el 9,9% de Estados Unidos. Muchas empresas italianas se trasladan al Tesino, temporal o permanentemente, en busca de impuestos más bajos y una burocracia eficiente: al igual que muchos empresarios locales que hacen negocios en Italia se quejan de la burocracia y el proteccionismo generalizado. La región ha atraído a empresas multinacionales, sobre todo de la industria de la moda, debido a su cercanía a Milán. Hugo Boss, Gucci, VF Corporation y otras marcas populares tienen allí su sede. Dado que el negocio de la moda internacional se ha convertido en un importante empleador para suizos e italianos, la región también ha recibido el nombre de "Valle de la Moda".
Tres de las mayores refinerías de oro del mundo tienen su sede en el Tesino, incluida la refinería Pamp de Castel San Pietro, principal fabricante de lingotes de oro acuñados: Bally, Hupac.
La apertura del ferrocarril de San Gotardo en 1882 dio lugar a la creación de una importante industria turística, principalmente dirigida a los germanoparlantes, aunque desde principios de la década de 2000 la industria ha sufrido la competencia de destinos más lejanos. En 2011 se registraron 1.728.888 pernoctaciones. El clima suave durante todo el año hace que el cantón sea un destino popular para los excursionistas. En los altos Alpes del Tesino hay numerosas instalaciones turísticas como el ferrocarril del Monte Generoso, el funicular de Ritom y el teleférico de Cardada. Otras atracciones turísticas son la presa de Verzasca, popular entre los amantes del puenting, y Swissminiatur, en Melide, un parque de miniaturas con modelos a escala de más de 120 monumentos suizos. Las islas Brissago, en el lago Mayor, son las únicas islas suizas al sur de los Alpes, y albergan jardines botánicos con 1.600 especies de plantas diferentes de los cinco continentes.

### Turismo

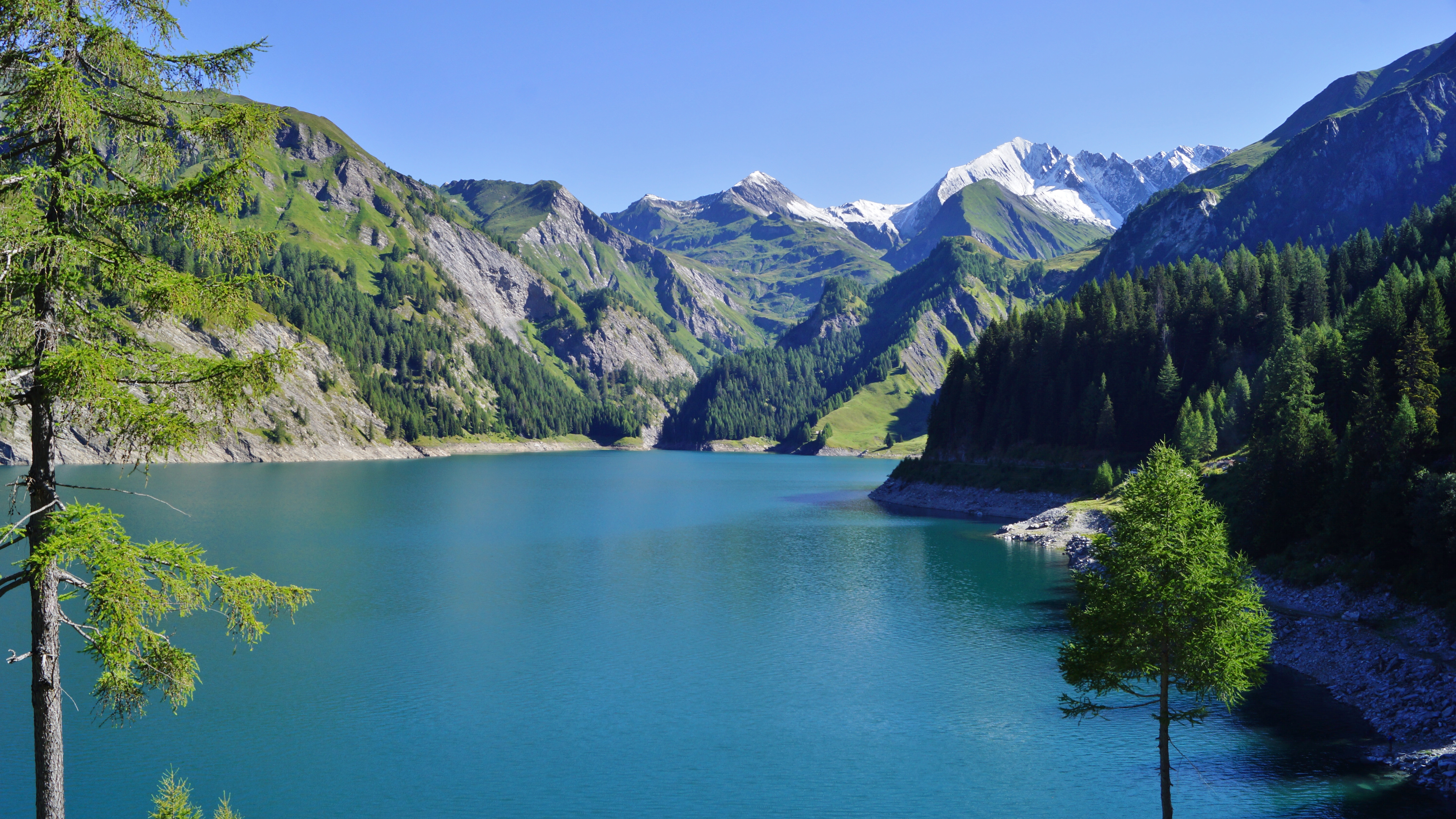
Lago Luzzone, Cantón del Tesino

Muchos visitantes, sobre todo de la Suiza Alemana y de Alemania, acuden al Tesino para disfrutar de la belleza del paisaje, el clima mediterráneo y el ambiente italiano, combinados con virtudes secundarias suizas como la fiabilidad y la conciencia de calidad. En 2012, vinieron 21,3 millones de huéspedes, de los cuales el 58% fueron huéspedes que pernoctaron, el 20% visitantes de día y el 22% otras personas (compras, casino, tránsito). Los apartamentos de vacaciones, las casas de vacaciones y los rustici (segundas residencias) generan el 36% de las pernoctaciones, cada una de las cuales es importante para la economía local.
El cantón del Tesino, especialmente en las zonas rurales, es relativamente dependiente del turismo, ya que el 12% de los empleados de 183.500 puestos de trabajo a tiempo completo trabajan en este sector, generando 2.725 millones de francos suizos en 2012, lo que correspondía al 9,6% del PIB del cantón; a nivel nacional, la cifra era solo del 2,6%. En 2017, había 1802 restaurantes y 425 hoteles en el cantón al sur de los Alpes, generando 2.455.099 pernoctaciones. El número de pernoctaciones hoteleras aumentó ligeramente por primera vez desde 2016, tras 3.367.802 pernoctaciones en 1987. La reforma de los organismos turísticos locales y cantonales, la introducción del billete del Tesino para los clientes de los hoteles y la apertura del túnel de base del Gotardo han contribuido a la recuperación y mejora de las cifras del turismo.
El lago Mayor, el lago de Lugano, las ciudades de Bellinzona, Locarno, Ascona y Lugano son algunos de los centros turísticos más importantes. Además, hay muchas montañas, valles, pueblos y aldeas, la mayoría de los cuales aún no están invadidos por los turistas y han conservado gran parte de su encanto original con una construcción sencilla y un modo de vida rural y más tranquilo.
Foxtown, un centro comercial con 160 tiendas y 250 marcas, abierto los siete días de la semana y situado al norte de Mendrisio, atrae a turistas de compras de cerca y de lejos. En el lago de Lugano se encuentra el exclave italiano de Campione d'Italia, conocido por su casino, visible a kilómetros de distancia, diseñado por el arquitecto del Tesino Mario Botta y reconstruido en 2007. En julio de 2018, este casino sin embargo quebró.

### Viticultura

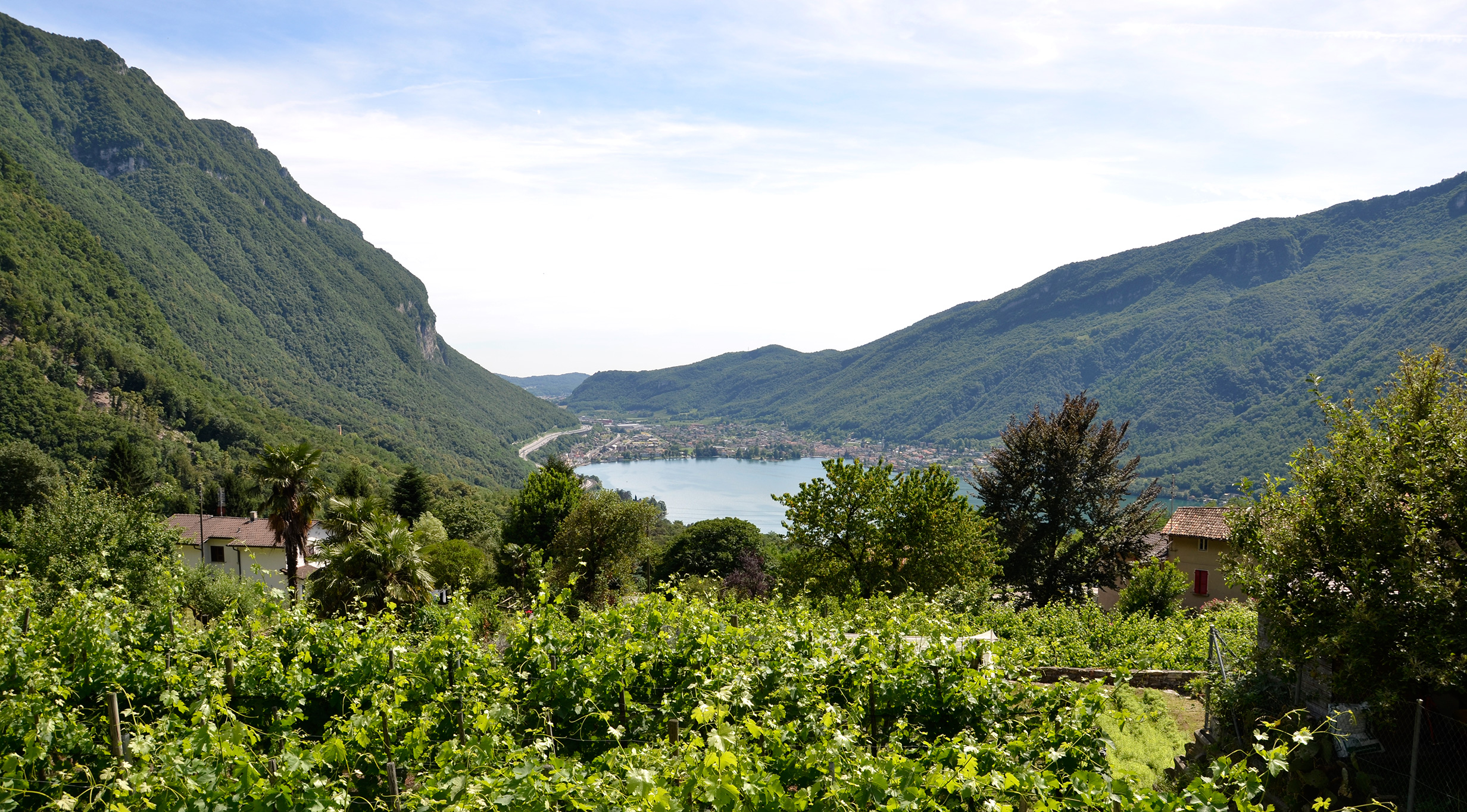
Viñedo en el Cantón del Tesino

Los suelos y las condiciones climáticas del Tesino pueden dividirse en dos partes, entre las que se encuentra el Monte Ceneri. Al norte y al sur del paso, que está a más de 500 metros de altura, hay diferencias en las corrientes de aire y en el terreno. En el norte, los suelos son ligeros, arenosos y permeables al agua. En el sur, en cambio, el suelo es más pesado y fértil. Sin embargo, ambos contienen los sedimentos calcáreos que son importantes para suministrar minerales a las uvas. El Tesino es, por esta razón, una de las regiones vitivinícolas más conocidas y, a pesar de su pequeño tamaño, importantes de Europa.
En la década de 1980, la viticultura del Tesino experimentó un gran auge, gracias sobre todo a algunos viticultores progresistas que abogaron por la calidad con un cultivo limitado y dieron a conocer métodos de cultivo innovadores. Una pequeña parte de la superficie cultivada se sigue utilizando para las vides americanas, de las que se produce jugo de uva y grappa.
En 2020, el 24,1% de las tierras agrícolas de todo el cantón se cultivaban de forma ecológica en 167 explotaciones.

## Demografía
La población es mayoritariamente de lengua italiana y de religión católica (75 %), aunque existe también una pequeña comunidad de evangélicos (7 %). Existe un número creciente de personas de lengua alemana, ya que a los pensionistas de los cantones alemanes les gusta pasar su jubilación en el Tesino. 

### Evolución Demográfica
A finales de 2005, la población del cantón era de 322.276 habitantes, pero unos 100.000 tesineses vivían en el extranjero, principalmente en Italia, Alemania y Francia. A finales de 2006, había un total de 324.851 habitantes, lo que supone un aumento de 2.575 residentes respecto a 2005 o un 0,8% (ligeramente superior a la tasa de crecimiento nacional del 0,7%). Este ritmo de aumento se ve afectado en gran medida por el saldo migratorio (695 residentes extranjeros más entre 2006 y 2005). A finales de 2011, la población total del cantón era de 336 943 habitantes.

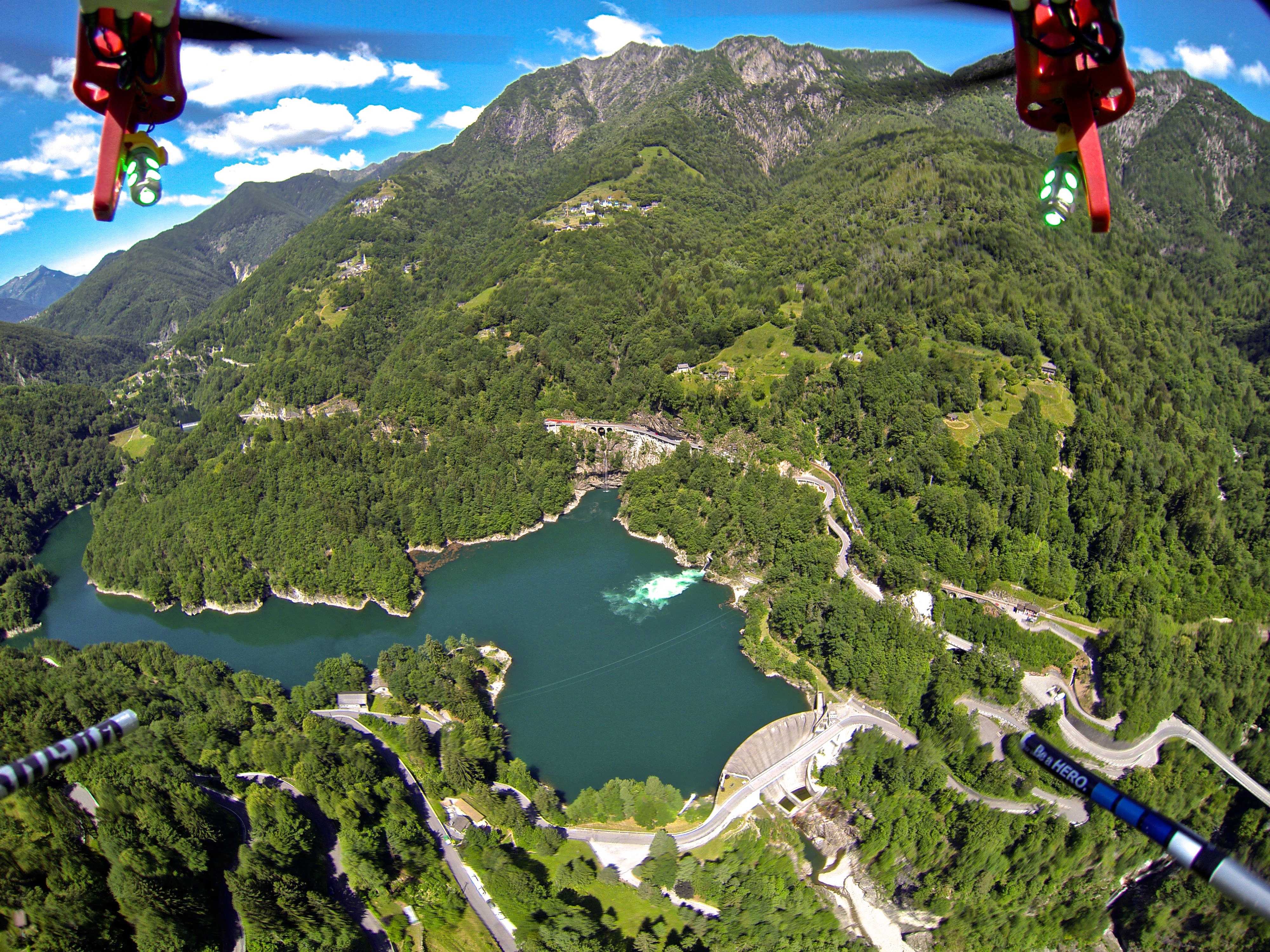
Lago de Palagnedra en el Municipio Centovalli, Tesino

Tanto el fortalecimiento y la diversificación de la economía del cantón como la continua y variada afluencia de inmigrantes han contribuido probablemente a esta evolución. En 2007, la población extranjera representaba el 26% de la población total, cifra ligeramente superior a la media suiza, que es del 23%. Durante los días laborables, unos 62.000 "fronterizos" (trabajadores italianos que viven en la zona fronteriza y trabajan en el Tesino) entran en el territorio del cantón, lo que representa más del 22% de la mano de obra del cantón.
El aumento de la inmigración, sobre todo en los últimos años, ha hecho que el Tesino tenga una población de casi una quinta parte formada por personas nacidas en distintos países. Los países más representados son Italia, Kosovo, Albania, Portugal, Bosnia y Herzegovina y Croacia.
La ciudad más poblada es Lugano. Gracias a una serie de agregaciones con municipios del cinturón urbano, su población creció hasta casi 70.000 habitantes a principios del siglo XXI. Las otras ciudades principales son Bellinzona, que es la capital y la sede del gobierno cantonal (40 000 habitantes), Locarno y Mendrisio. De menor tamaño (menos de 10.000 habitantes) pero con una importancia regional no despreciable son los pueblos de Airolo, Biasca y Faido en el norte del Tesino, y Chiasso en el sur del Tesino. La mayor parte de la población se encuentra en los centros urbanos del sur del cantón, que está más desarrollado y es más llano. El norte está poco poblado, a pesar de incluir algunos de los municipios más grandes de Suiza en términos de superficie.

### Lenguas
La lengua oficial del cantón es el italiano. Un dialecto lombardo ha sido la lengua tradicionalmente hablada por los habitantes del cantón. Sin embargo, en los últimos años el italiano oficial ha comenzado a desplazar al lombardo como lengua vehicular de una parte importante de la sociedad.

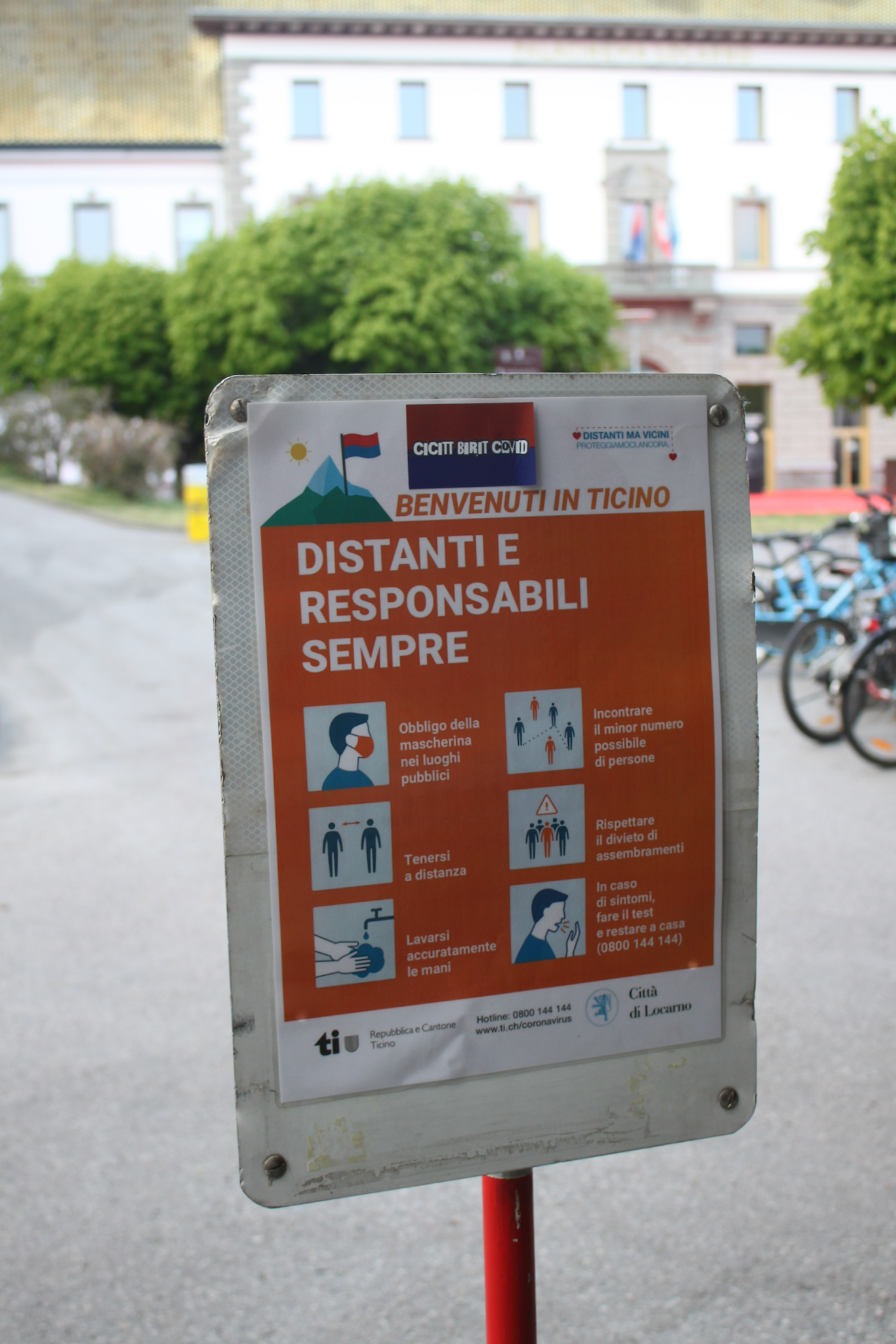
Cartel informativo escrito en italiano en Locarno, Cantón del Tesino

En torno a las riberas del Lago Mayor y del Lago de Lugano se ha establecido una importante colonia de alemanes y suizos germanófonos. En algunos pueblos en torno a la ciudad de Locarno, el número de hablantes de alemán supera al de hablantes de italiano. 
El pueblo de Bosco-Gurin fue fundado en el siglo XIII por habitantes del cercano Cantón del Valais. Sus habitantes han mantenido hasta nuestros días una variante arcaica del dialecto suizo alemán conocida como walser. Este es el único municipio del Tesino donde el idioma alemán tiene reconocimiento oficial.
El Cantón del Tesino forma, junto con los valles de Mesolcina, Calanca, Bregaglia y Poschiavo (pertenecientes al Cantón de los Grisones), la llamada Suiza italiana. El territorio cantonal representa la zona más septentrional de la región histórica de Insubria y la administración cantonal es miembro de derecho de la Eurorregión Regio Insubrica.
Bosco Gurin es el único municipio del Tesino en el que, junto con el italiano, también está reconocida oficialmente la lengua alemana. Una parte de sus habitantes, los Walser, hablan el Guryner Titsch (o Ditsch).
Durante el siglo XX, el Tesino fue testigo de un progresivo crecimiento de la comunidad germanófona. De hecho, muchas personas se han trasladado de los cantones de habla alemana al sur de los Alpes. A ellos se suma un gran número de turistas cada año durante la temporada de verano. Por ello, la lengua alemana goza de un estatus especialmente elevado en el Tesino y es conocida por amplios sectores de la población. En 2017, las Juventudes Liberales Radicales del Tesino llegaron a proponer la introducción de la enseñanza del alemán desde el tercer grado. La propuesta no llegó a materializarse debido a las dudas y críticas sobre la capacidad de los niños de habla italiana para estudiar de forma productiva una lengua de origen no latino. El francés, más cercano al italiano, ya se enseña desde la escuela primaria. Sin embargo, el inglés y el alemán se imparten durante la enseñanza media. Lenguas como el español, el latín o el griego se enseñan a menudo en los institutos y las escuelas de formación profesional.
Este fenómeno, que se intensificó a partir de 1950, hizo temer una progresiva germanización del cantón, en particular de los dos distritos con mayor vocación turística: Locarno y Lugano. Sin embargo, estas preocupaciones se han reducido drásticamente desde 1980, fecha en la que se ha producido un descenso constante de la proporción de hablantes de alemán. En términos porcentuales, la cuota cayó del 11,1% en 1980 al 8,3% en el último censo (diciembre de 2000).

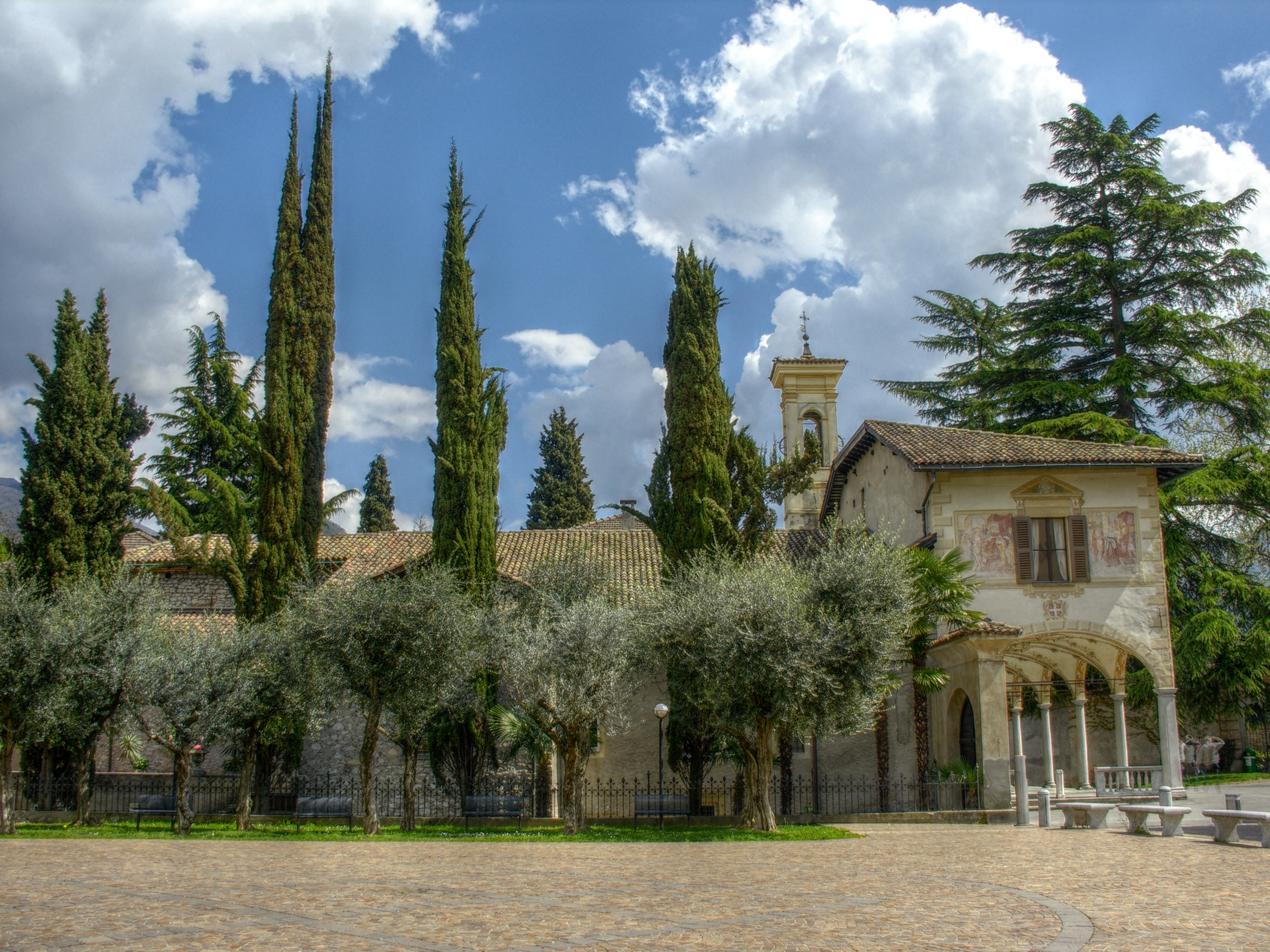
Iglesia de Santa María de Loreto en Lugano (Chiesa Santa Maria di Loreto)

### Religión
Durante siglos, el catolicismo fue la única confesión permitida por las autoridades en la bailía que formaba el cantón del Tesino, hasta el punto de que, en 1555, los miembros de la comunidad reformada de Locarno fueron expulsados y encontraron refugio en Zúrich. Así, en el cantón, incluso en las primeras décadas después de la independencia, la religión católica seguía siendo predominante. La constitución cantonal - al igual que la constitución federal suiza - garantiza la plena libertad de culto para los fieles de todas las confesiones. La Iglesia católica y la Iglesia Evangélica Reformada gozan de personalidad jurídica de derecho público: sus relaciones con el Estado están reguladas por la Ley Cantonal sobre la Iglesia Evangélica de 14 de abril de 1997 y la Ley sobre la Iglesia Católica de 16 de diciembre de 2002 junto con su reglamento de aplicación de 7 de diciembre de 2004.
Las iglesias dotadas de personalidad de derecho público se financian - sobre la base de un decreto legislativo de 1992 - mediante el impuesto eclesiástico, al que sólo pueden estar sujetas las personas físicas y jurídicas inscritas en un catálogo especial elaborado por cada parroquia. En virtud de este principio, el impuesto eclesiástico es, por tanto, totalmente facultativo y permite a los fieles autodeterminar con total libertad la correspondencia entre la condición de miembro de la parroquia y el deber de subvencionar sus necesidades económicas. Los católicos del cantón siguen uno de los dos ritos: romano o ambrosiano ambos en plena comunión con el Papa en Roma.
En el siglo XXI, también debido a la fuerte inmigración, el panorama confesional se ha vuelto decididamente más diverso, como muestran los datos del censo de 2000:
- Cristianos Católicos (75,94%)
- Cristianos Protestantes (6,88%)
- Cristianos Ortodoxos (2,35%)
- Musulmanes (1,87%)
- Antiguos católicos (0,18%)
- Judíos (0,12%)

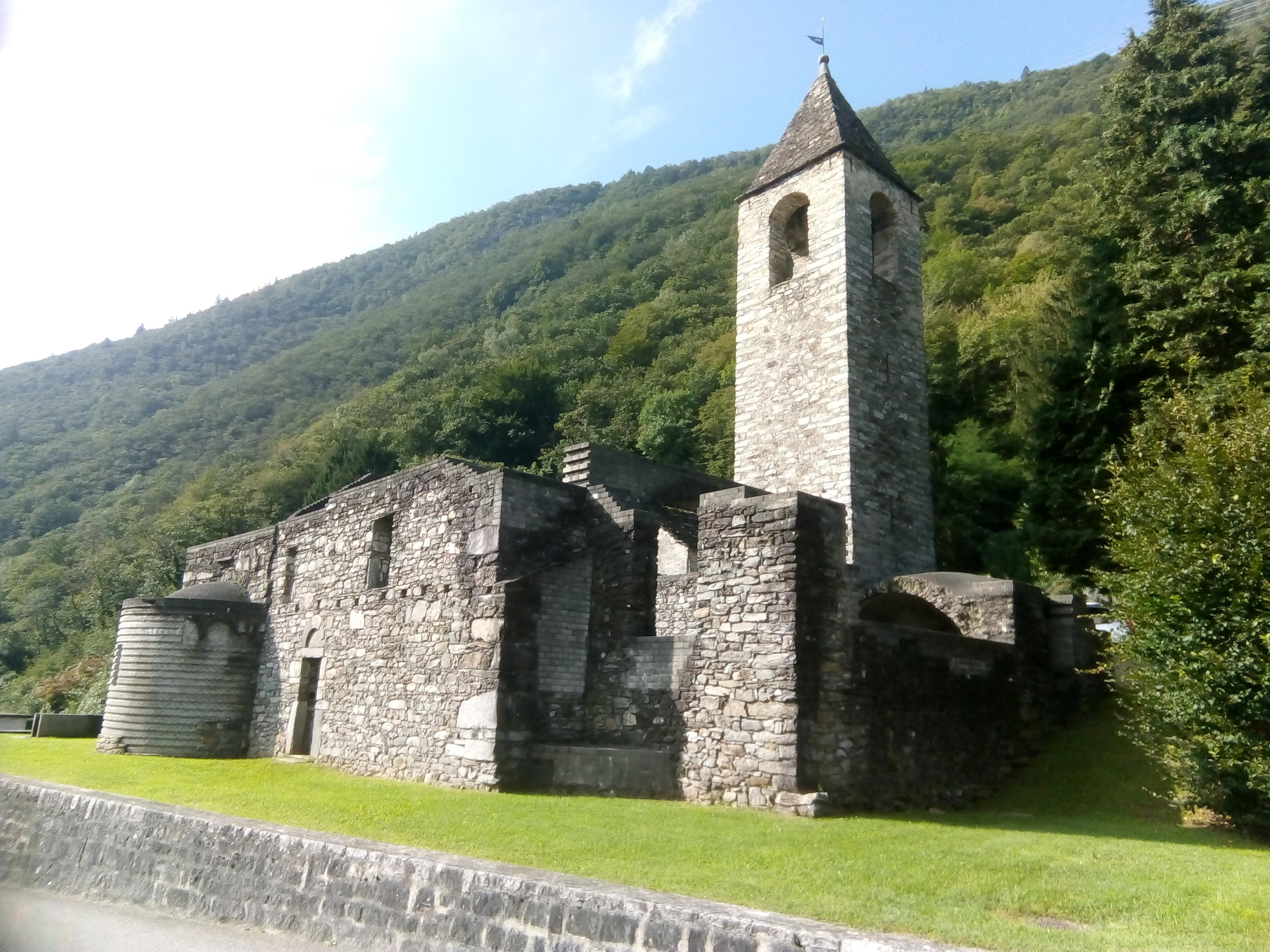
Ruinas de la iglesia de San Juan Bautista (San Giovanni Battista)

- sin indicación o sin denominación (12,22%)

Cabe señalar que la pequeña comunidad judía se concentra esencialmente en Lugano.
Hasta finales del siglo XIX, precisamente hasta los acuerdos entre el Consejo Federal Suizo y la Santa Sede en 1884, el Tesino estaba sujeto eclesiásticamente en parte a la diócesis de Milán y en parte a la de Como.
Como resultado de estos acuerdos, el Papa León XIII creó la diócesis de Lugano el 7 de septiembre de 1888 con la bula Ad universam, estableciendo la parroquia y la colegiata de San Lorenzo de Lugano como catedral. Al principio, no se puso al frente a un obispo, sino a un administrador apostólico. De hecho, hasta el 8 de marzo de 1971, la administración apostólica del Cantón del Tesino no se separó canónicamente de la diócesis de Basilea y se pudo hablar por primera vez, formalmente, de un obispo de Lugano[33].
Como vestigio de la división secular del Tesino entre las diócesis de Milán y Como, se celebra la misa católica tanto el rito romano como en el ambrosiano.

### Educación
En el ámbito de la educación y la investigación, hay dos polos en el Cantón del Tesino.
La Università della Svizzera Italiana (USI) de Lugano es la única universidad suiza donde la enseñanza se imparte en italiano y en inglés. Las facultades presentes son: Arquitectura (en Mendrisio), Economía, Ciencias de la Comunicación e Informática. En Lugano existe también, con gestión administrativa independiente, una Facultad de Teología.
La Universidad de Ciencias Aplicadas y Artes de la Suiza Meridional (SUPSI), por su parte, es una institución de educación superior de ciencias aplicadas cuya misión se centra en tres aspectos: la formación básica, la formación continua y la investigación. su objetivo es poder combinar la teoría con la práctica profesional.

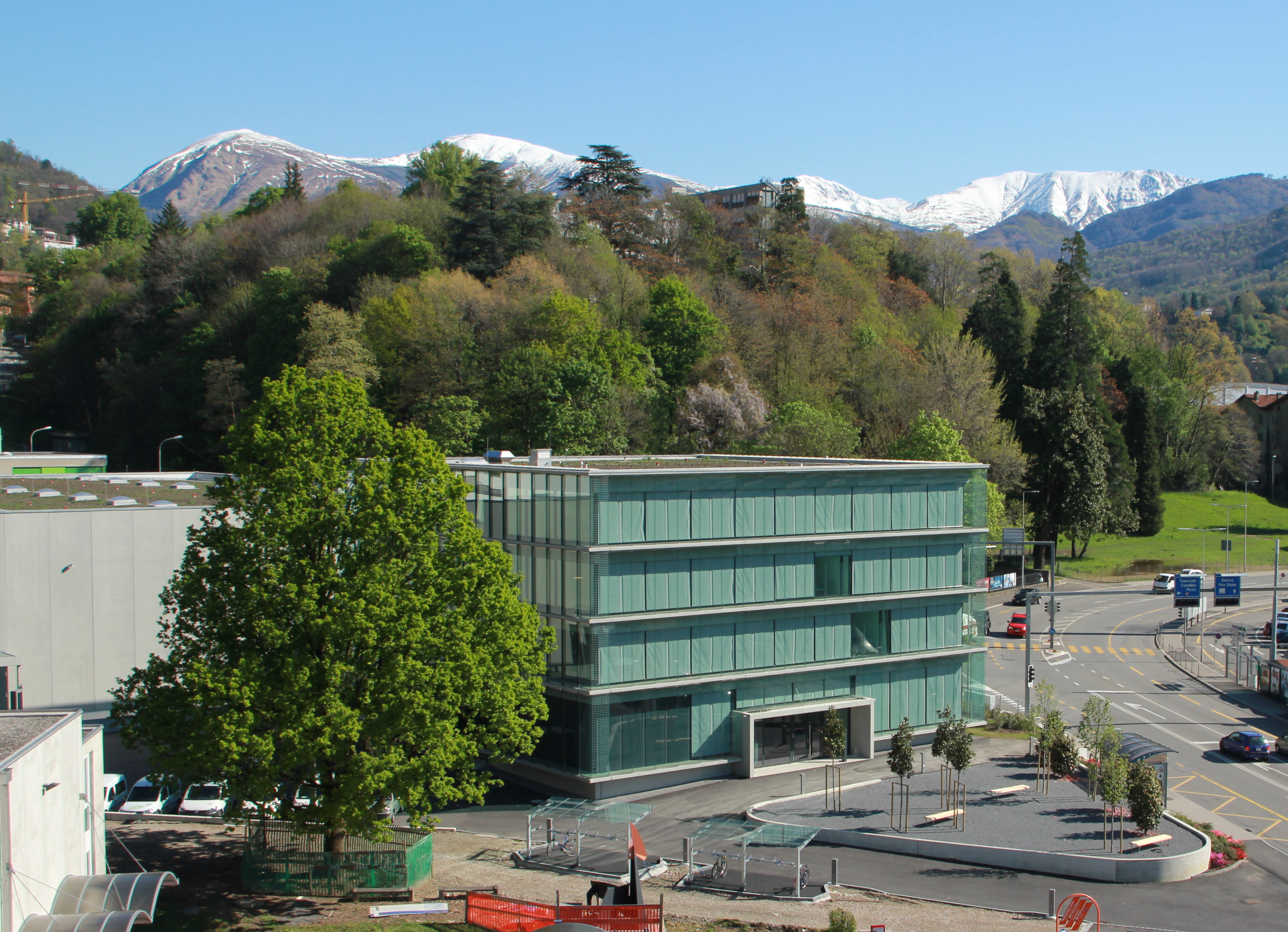
El edificio del Centro Suizo de Computación Científica (Centro Svizzero di Calcolo Scientifico)

Otros institutos universitarios de investigación del Tesino son:
- El Centro Suizo de Computación Científica (CSCS, Centro Svizzero di Calcolo Scientifico)
- Instituto Dalle Molle de Estudios de Inteligencia Artificial (IDSIA, L'Istituto Dalle Molle di Studi sull'Intelligenza Artificiale)
- El Instituto de Investigación Oncológica (IOR, L'Istituto Oncologico di Ricerca)
- El Instituto de Investigación Biomédica (IRB, L'Istituto di Ricerca in Biomedicina)
- El Instituto de Investigación de Física Solar (IRSOL, L'Istituto di Ricerca in Fisica Solare)

- Conservatorio de la Suiza Italiana (Departamento de Investigación y Desarrollo, Il conservatorio della svizzera italiana)

Desde hace varios años, han florecido otras instituciones culturales, sobre todo para los italianos en ámbitos universitarios donde el número de estudiantes es restringido. Las autoridades federales han intervenido para impedir el uso de términos como universidad o ateneo a instituciones que no han sido reconocidas públicamente para utilizar dicha denominación.
El Centro Suizo de Computación Científica es el Instituto Nacional Suizo de Computación de Alto Rendimiento. Fundada en 1991 en Manno, opera en Lugano desde marzo de 2012.
La función principal del Centro Suizo de Computación es la de ser un laboratorio nacional de usuarios abierto a todos los investigadores suizos y sus ayudantes, que pueden obtener acceso gratuito a los superordenadores del CSCS en un proceso de evaluación científica competitivo. El centro también proporciona recursos informáticos específicos para proyectos de investigación y mandatos nacionales, por ejemplo, la previsión meteorológica, y es también un centro nacional de competencia para la computación de alto rendimiento y sirve de plataforma tecnológica para la investigación suiza en el campo de la ciencia computacional. El CSCS es una unidad autónoma de la Escuela Politécnica Federal de Zúrich (ETH Zúrich) y colabora estrechamente con la Universidad del Sur de Suiza (USI) local.

## Distritos
La ciudad más poblada es Lugano, seguida por Bellinzona (que es la capital y sede del gobierno cantonal), Locarno, Mendrisio y Chiasso. 
El cantón está dividido en ocho distritos:
- Bellinzona, capital Bellinzona.
- Blenio, capital Acquarossa.
- Leventina, capital Faido
- Locarno, capital Locarno.
- Lugano, capital Lugano.
- Mendrisio, capital Mendrisio.
- Riviera, capital Osogna.
- Vallemaggia, capital Cevio.

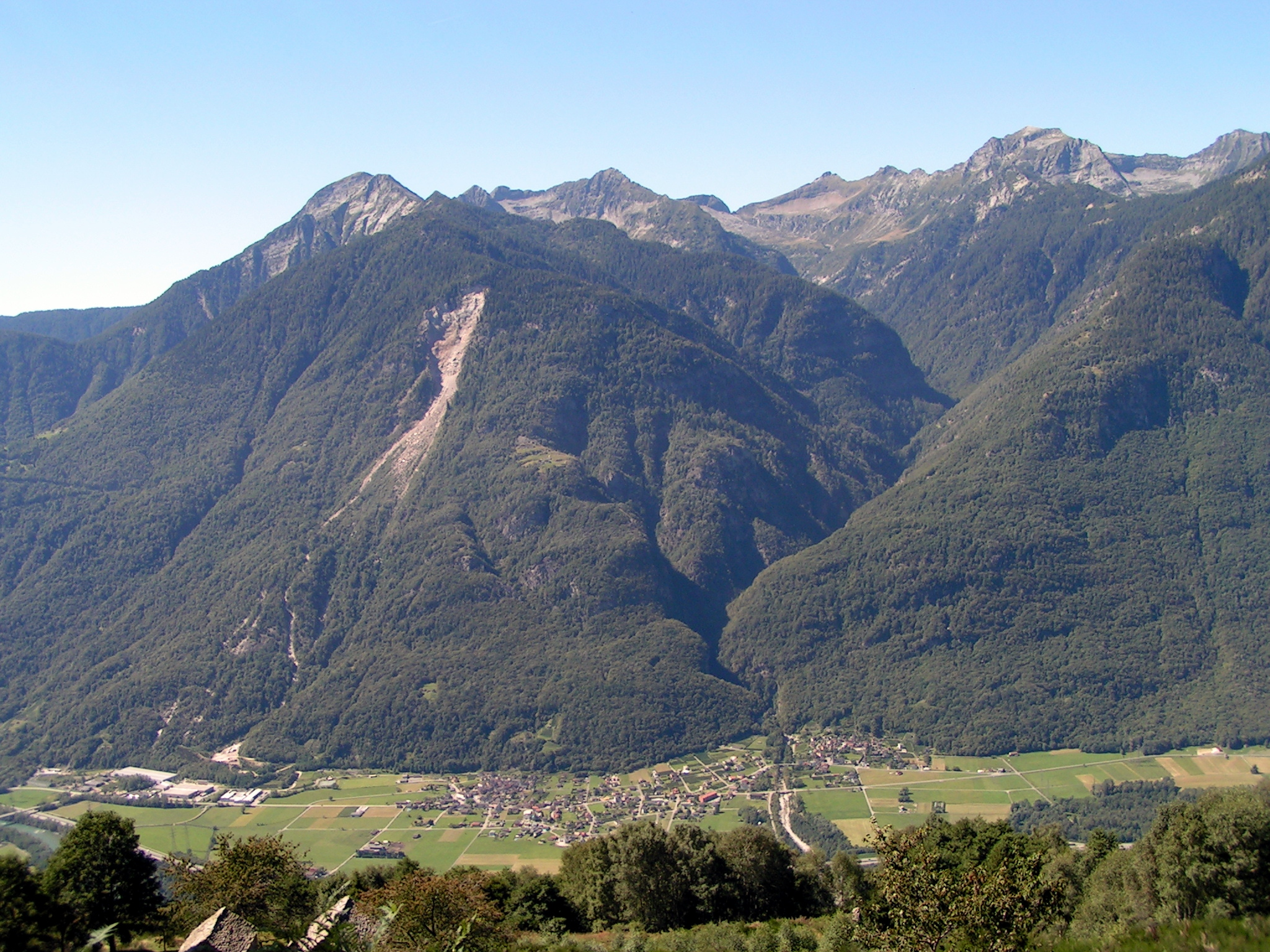
Preonzo y Moleno, Tesino

Leventina fue un súbdito del cantón de Uri hasta 1798, año de la fundación de la República Helvética, cuando pasó a formar parte del nuevo cantón de Bellinzona junto con los condominios suizos de Bellinzona, Riviera y Blenio. Los condominios de Locarno, Lugano, Mendrisio y Vallemaggia pasaron a formar parte del nuevo cantón de Lugano en 1798. Estos dos cantones se convirtieron en un solo cantón, el Tesino, en 1803, cuando se unió a la Confederación Suiza (restaurada) como cantón miembro. Los antiguos condominios y la Leventina se convirtieron en los ocho distritos del cantón del Tesino, que existen hasta hoy y están contemplados en la constitución cantonal.

## Transporte

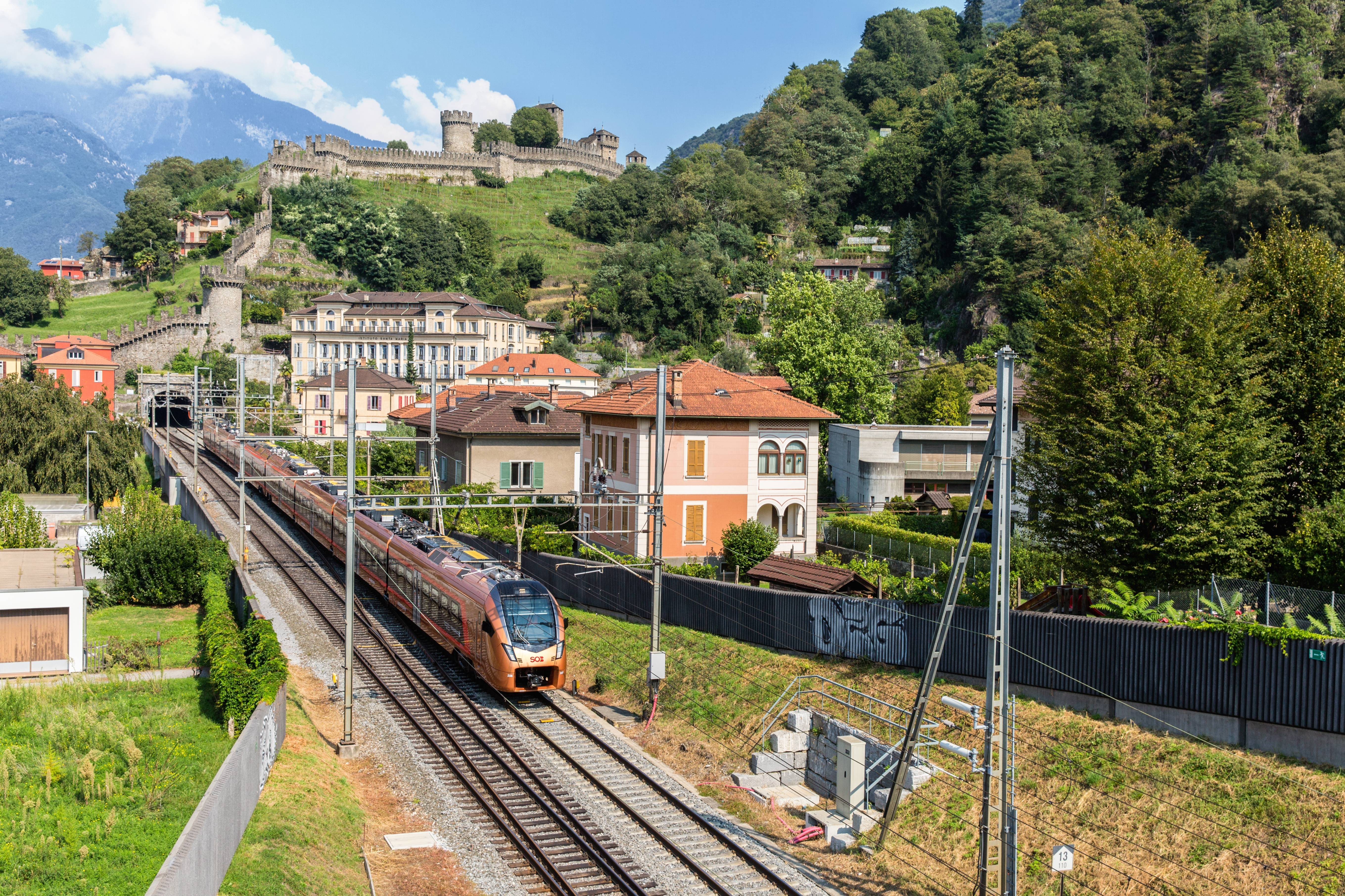
Tren en Bellinzona, Tesino

El Gotardo es un paso de montaña estratégico de la Suiza Central y el Tesino desde el siglo XIII. Varios túneles bajo el Gotardo conectan el cantón con el norte de Suiza: el primero en abrirse fue el Túnel Ferroviario del Gotardo, de 15 kilómetros de longitud, en 1882, que sustituyó a la carretera del paso y conectó Airolo con Göschenen, en el cantón de Uri. Un túnel de autopista de 17 kilómetros, el Túnel de Carretera del Gotardo (Túnel de carretera de San Gotardo), se abrió en 1980. Un segundo túnel ferroviario a través del paso, el Túnel de Base del Gotardo (Túnel de base de San Gotardo), se inauguró el 1 de junio de 2016. El nuevo túnel es el más largo del mundo. y reduce el tiempo de viaje entre Zúrich y Lugano a 1 hora y 40 minutos Es la primera ruta plana a través de los Alpes y proporciona por primera vez una ruta de bajo nivel a las ciudades de la meseta suiza.

El túnel de base de Ceneri, inaugurado en 2020, constituye otra revolución en el cantón, al proporcionar enlaces rápidos a Locarno y Bellinzona desde Lugano, y convertir esta última ciudad en un importante nodo ferroviario. El túnel de base evita el antiguo eje del Monte Ceneri.

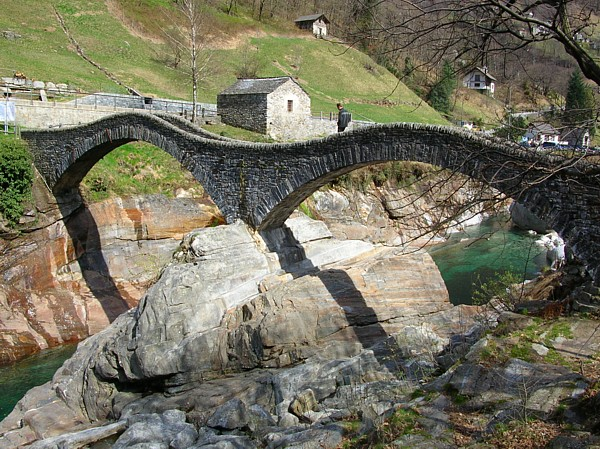
Puente de Salti en el valle de Verzasca, cantón suizo de Tesino.

Treni Regionali Ticino Lombardia (TiLo), una empresa conjunta de las Ferrovie dello Stato italianas y los Ferrocarriles Federales Suizos puesta en marcha en 2004, gestiona el tráfico entre los ferrocarriles regionales de Lombardía y la red ferroviaria del Tesino a través de un sistema de S-Bahn. El cantón también cuenta con el Treno Gottardo desde el norte de Suiza, operado por la Südostbahn (SOB).
La Compañía Regional de Autobuses y Ferrocarriles del Tesino proporciona la red de autobuses urbanos y suburbanos de Locarno, opera los teleféricos entre Verdasio y Rasa, y entre Intragna - Pila - Costa por cuenta de las empresas propietarias, y, junto con una empresa italiana, el ferrocarril Centovalli y Vigezzina, que conecta la ruta ferroviaria transalpina del Gotardo en Locarno con la ruta transalpina del Simplón en Domodossola, con otras conexiones con Brig en el Valais.
El cantón tiene una incidencia de accidentes de tráfico superior a la media, registrando 16 muertos o heridos graves por cada 100 millones de km en el periodo 2004-2006, frente a una media suiza de 6.
El aeropuerto de Lugano es el más concurrido del sureste de Suiza, con unos 200.000 pasajeros al año.

## Deporte
En el Cantón de Tesino se practican varios deportes de alto nivel. El fútbol es el deporte más popular en términos de jugadores, pero muchos aficionados suizos tienden a seguir las ligas extranjeras en lugar de la pequeña y subdesarrollada liga nacional. Otro deporte popular es el hockey sobre hielo, del que Suiza tiene una liga mucho más competitiva. La rivalidad entre el Hockey Club Lugano y el Hockey Club Ambrì-Piotta es la rivalidad deportiva más acalorada del cantón.

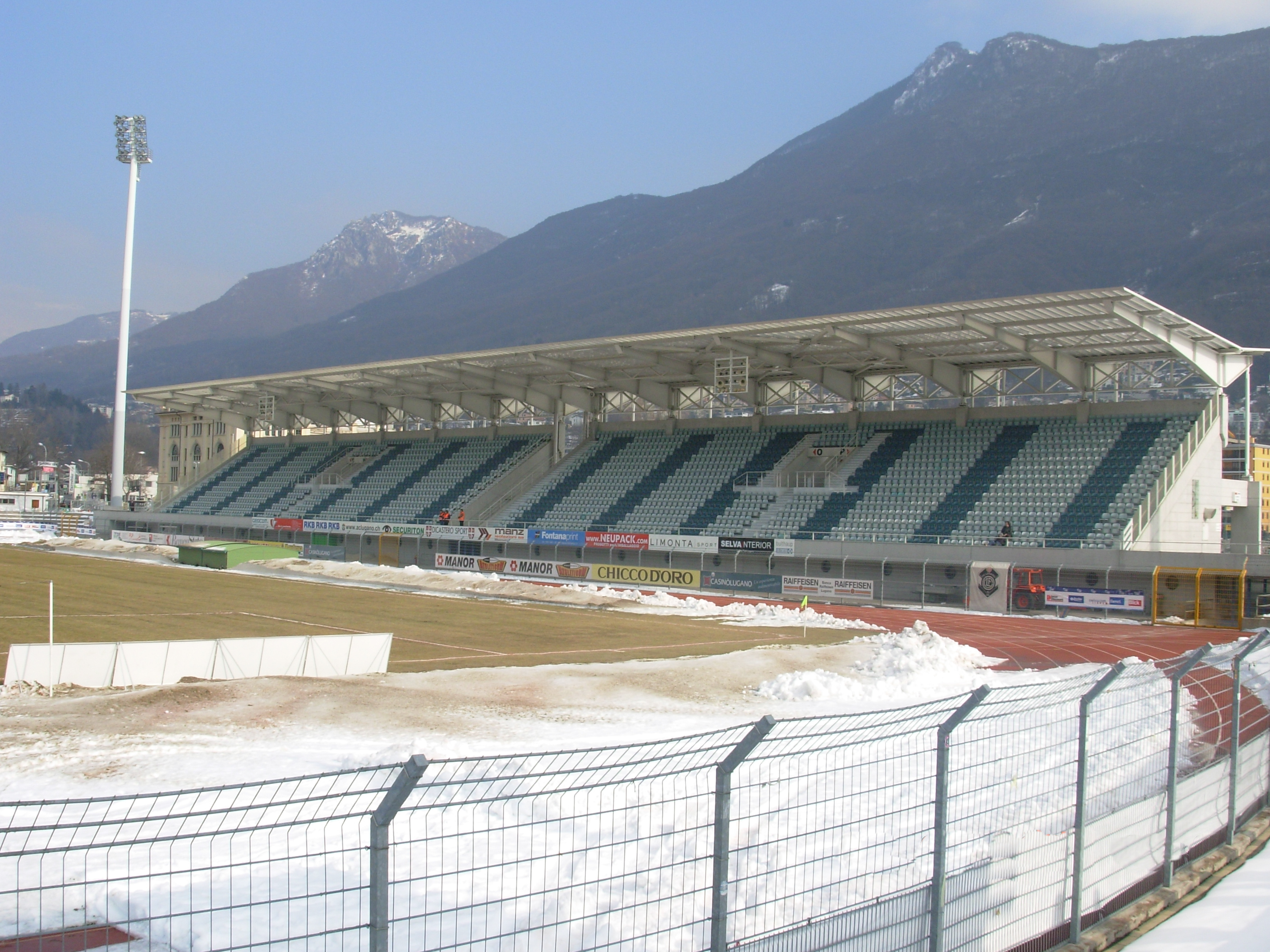
Estadio Comunal de Cornaredo, en Lugano fue una de las sedes de la Copa Mundial de Fútbol de 1954

El Tesino ofrece a las selecciones nacionales suizas un gran número de jugadores, especialmente en el fútbol, que es muy popular debido a su proximidad cultural con Italia.
Las características geográficas del Tesino ofrecen la posibilidad de practicar un gran número de deportes diferentes, actividades en las que los tesineses se entregan a menudo. Van desde los deportes de montaña, como el senderismo, la escalada o el esquí, hasta los acuáticos, como la natación, la vela o el remo, pasando por el atletismo, la equitación y los deportes de combate.
El deporte típicamente suizo de la lucha libre apenas se practica en el Tesino, pero sigue apareciendo en ferias o eventos deportivos.
El cantón cuenta con una buena disponibilidad de instalaciones deportivas, siendo especialmente frecuentes las salas de gimnasia y los campos de fútbol. El Polideportivo de Tenero es la joya de la corona del deporte del Tesino: muy amplio y bien equipado, contiene la infraestructura necesaria para practicar casi cualquier deporte.

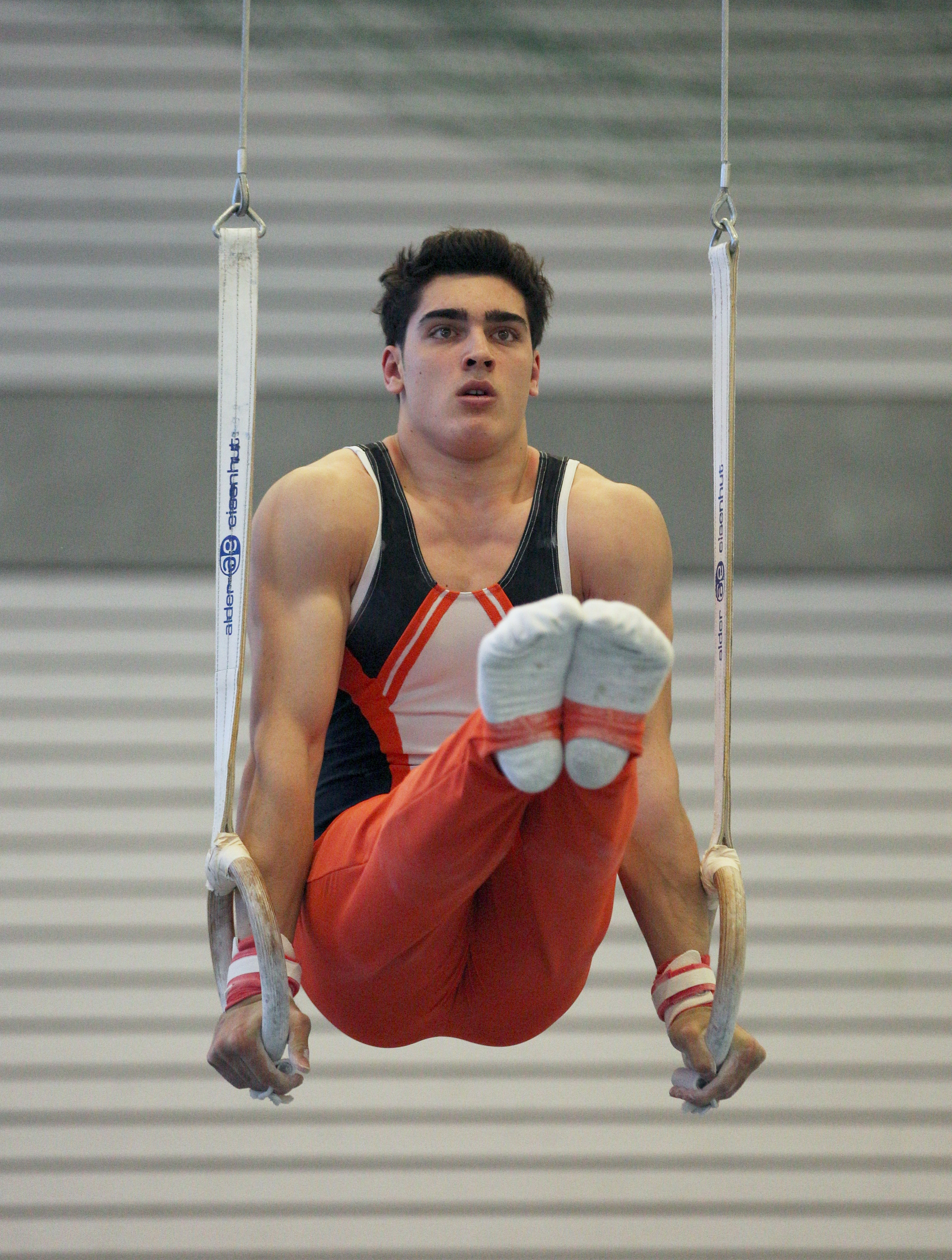
Luca Bottarelli gimnasta del Tesino

El Tesino también es rico en orillas y riberas abiertas al público, lo que hace que la natación al aire libre sea una actividad especialmente popular entre los habitantes de la región.

## Símbolos
El significado de la bandera se ha perdido, por lo que se han formulado varias teorías:
- Que los colores derivan de los que predominan en los escudos de los ocho distritos;[93]
- Que se inspiran en las de la Francia revolucionaria o en el escudo de París, en honor a Napoleón;[94]

Parte del problema está relacionado con el hecho de que los colores se utilizaron en las insignias militares antes de su adopción para la bandera. Como curiosidad, cabe mencionar que la disposición de los colores en el escudo y la bandera son diferentes.
La bandera fue elegida por el Gran Consejo el 26 de mayo de 1803 y adoptada el 27 de septiembre de 1804, dos meses después de la creación del cantón, sin que se dieran razones para esta decisión. En esta primera ocasión, la disposición de los colores era horizontal, con el rojo sobre el azul. Posteriormente, en 1809, el cantón reorganizó sus fuerzas y adoptó la bandera con la inscripción dorada "Pro Patria" en la banda superior y "Pagus Ticinensis" en la inferior. A propuesta del Consejo de Estado, el Gran Consejo del Tesino aprobó el 20 de septiembre de 1922 un decreto legislativo sobre los colores y el escudo del cantón. La apariencia de la bandera se reguló definitivamente el 6 de octubre de 1930 para evitar interpretaciones erróneas del citado decreto. A pesar de esta normativa, no hay rigidez en el uso del escudo y la bandera: el bicolor rojo-azul suele aparecer en diferentes tamaños y configuraciones, mientras que la forma del escudo suele determinarse en cada caso según criterios estéticos. La única excepción son los documentos oficiales del gobierno, en los que sólo aparece el escudo de la imagen anterior.

## Cultura

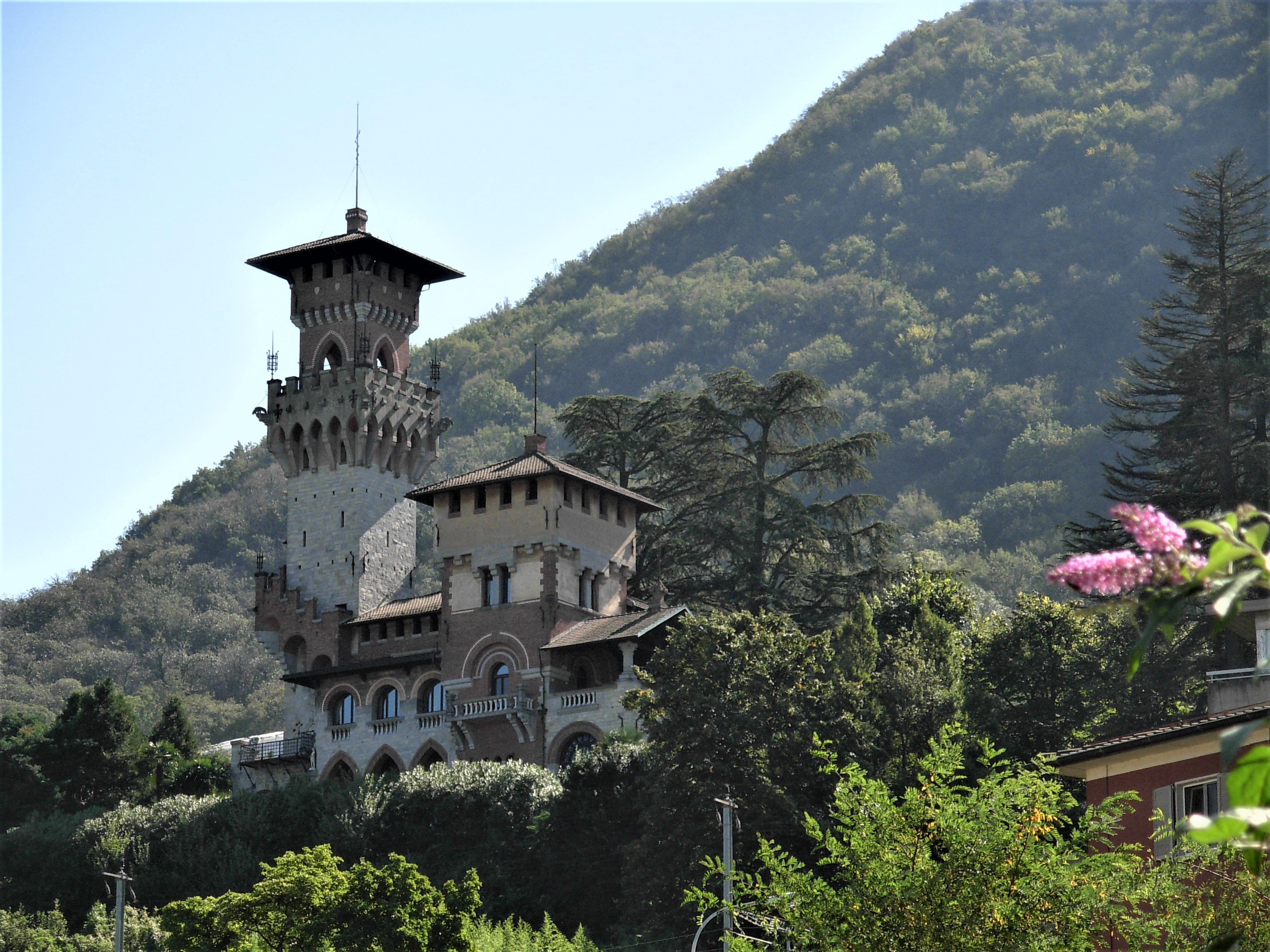
Castillo Cattaneo (Castello Cattaneo) en Paradiso, Cantón del Tesino

Al ser el único cantón de habla predominantemente italiana, el Tesino se distingue notablemente del resto del país por su cultura meridional o mediterránea. La identidad cultural del Tesino es compleja y está marcada por su larga historia como bailía de la Confederación Suiza, hasta su independencia de 1803. La identidad tesinesa se fue forjando en el siglo XIX, en parte gracias a los esfuerzos de importantes figuras intelectuales como Stefano Franscini y Carlo Cattaneo.
El Tesino es especialmente conocido por su rico patrimonio arquitectónico, que abarca desde la arquitectura rupestre anónima de grutas y splüi, pasando por el románico y el barroco hasta los estilos contemporáneos. Cuna de Francesco Borromini, el cantón es cuna de arquitectos de renombre internacional, como Mario Botta, Aurelio Galfetti, Luigi Snozzi, Livio Vacchini. Ya en el siglo XVIII, los aristócratas rusos e italianos emplearon a numerosos arquitectos del Tesino. Más recientemente, la región se convirtió en un centro del movimiento de la Tendenza neorrealista.
El Tesino alberga dos lugares declarados Patrimonio de la Humanidad: los Tres Castillos de Bellinzona y el Monte San Giorgio. La ciudad de Locarno acoge el Festival Internacional de Cine de Locarno, el más prestigioso de Suiza, que se celebra durante la segunda semana de agosto. El Estival Jazz, un festival de jazz gratuito al aire libre, se celebra en Lugano y Mendrisio a finales de junio y julio. Otro festival de jazz se celebra en Ascona. El Rabadán es la principal fiesta de carnaval del cantón. Se celebra desde hace más de 150 años.
La música folclórica tradicional del Tesino se distingue especialmente de la del norte de Suiza. Entre los instrumentos tradicionales se encuentran el acordeón, la guitarra y, desde el siglo XIX, la mandolina. Los dúos y tríos con mandolina y guitarra suelen acompañar las canciones folclóricas regionales. Como la mayor parte de Suiza, el Tesino tiene una larga tradición de bandas de música. Una versión regional, reducida, es la bandella, un conjunto formado por instrumentos de metal y clarinetes.
Los periódicos y revistas que se publican en el Tesino son Corriere del Ticino, LaRegione Ticino, Giornale del Popolo, Il Mattino della Domenica, Il Caffè, L'Informatore y el Tessiner Zeitung en lengua alemana. En Lugano tiene su sede la Radiotelevisione svizzera (RSI), una rama de radiodifusión y televisión de la Corporación Nacional Suiza de Radiodifusión.

### Gastronomía

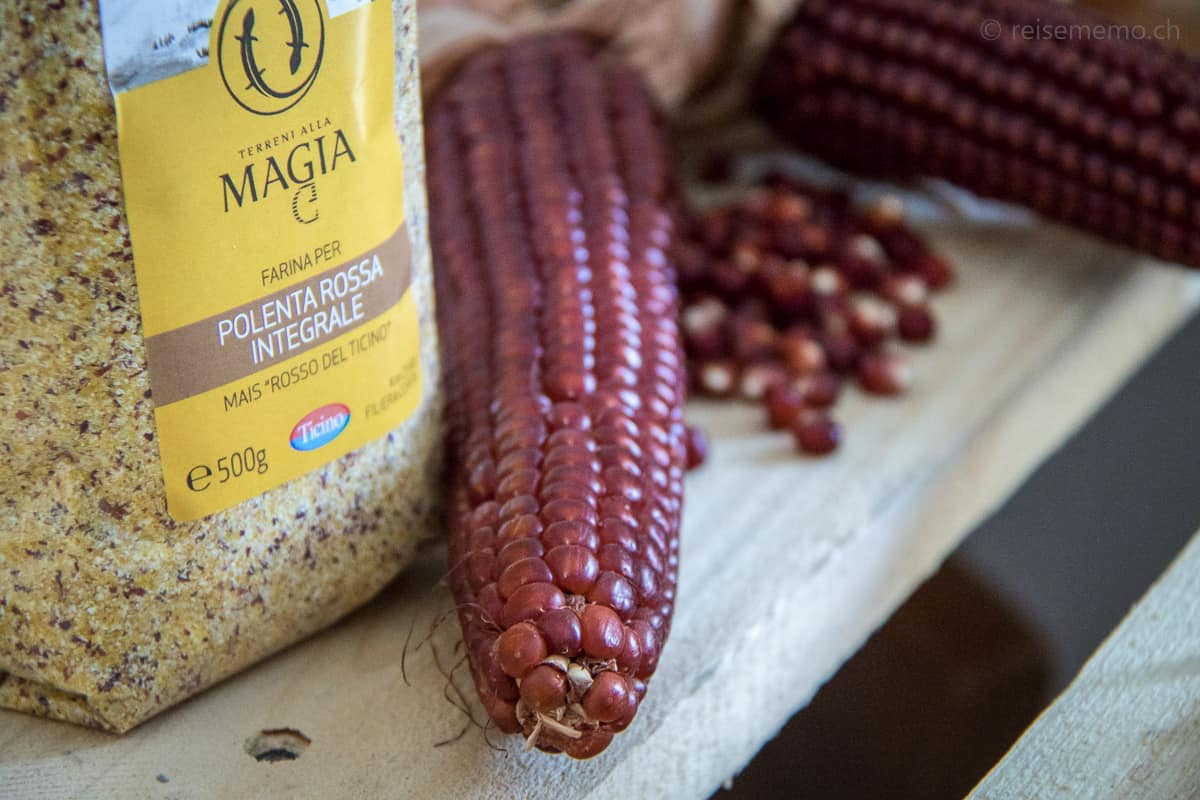
Maíz y Polenta del Cantón del Tesino

La cocina del cantón del Tesino está muy influenciada por la cocina italiana y, especialmente, por la lombarda, debido al dominio secular del Ducado de Milán y a los vínculos económicos y lingüísticos con Lombardía.
Algunos platos incluyen el Risotto del Ticino con setas o luganega, polenta en la receta del Ticino con carne estofada o guisada, o en la receta del domingo en la que se utilizaba leche o nata en lugar de agua, cochinillo asado, gallo guisado, conejo guisado, jarrete de cerdo, guiso de conejo, cassœula, minestrone en la variante del Tesino, guiso de pescado, típico de los pueblos que rodean el lago de Lugano y el lago Mayor, sopa de calabaza, callos, Oss in Bögia (huesos de cerdo con todavía parte de la fibra muscular puestos en una mezcla para marinar y dar sabor y luego hervidos), Polenta e cicitt (polenta de trigo amarillo y salchichas de cabra), La Lepre in salmì suele ir acompañada de polenta amarilla